# Lituania
Lituania, oficialmente la República de Lituania (en lituano: Lietuvos Respublika), es uno de los veintisiete Estados soberanos que forman la Unión Europea, constituido como un Estado social y democrático de derecho, cuya forma de gobierno es la república semipresidencialista unitaria. Su territorio está organizado en diez condados. Su capital y, a su vez, la ciudad más poblada es Vilna. El pueblo lituano es étnica y lingüísticamente hermano del letón y tiene lazos históricos y culturales con los países bálticos, aunque —a diferencia de estos— la mayoría de su población es católica.

## Historia

### Edad Antigua

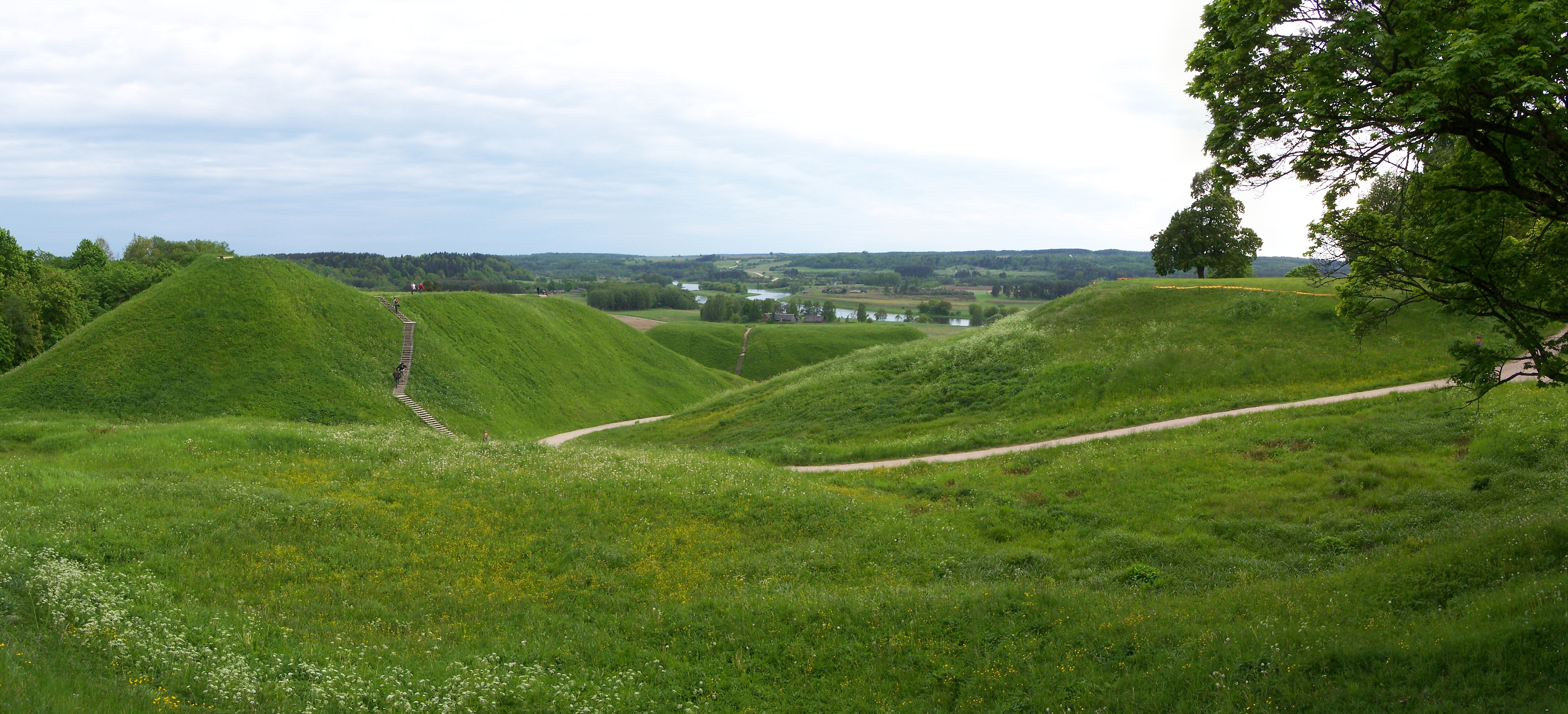
Montículos prehistóricos de Kernavė.

Los primeros habitantes fueron una rama del antiguo grupo conocido como baltos, entre cuyas tribus se incluían también los prusianos originales y los letones. Los baltos o aesti fueron una etnia de origen indoeuropeo única, distinta de las etnias itálicas, griegas, celtas, eslavas, balcánicas y germánicas. Estas tribus bálticas fueron fuertemente influidas por los germanos, pero también tuvieron lazos comerciales con el Imperio romano. Las primeras referencias conocidas sobre Lituania como nación (Litua) provienen de los anales del monasterio de Quedlinburg, fechados el 19 de febrero de 1009.

### Edad Media

Diversas fronteras de Lituania desde el hasta la actualidad.

El territorio que actualmente corresponde a Lituania se remonta en sus orígenes políticos al siglo XIII como Estado medieval. Fue primero un gran ducado independiente. Se considera que la fecha de la constitución del primer Estado lituano fue la coronación oficial de Mindaugas, el 6 de julio de 1253 en Vilna, que unió a los duques lituanos rivales en un único Estado. En 1241, 1259, 1275 y 1277 el reino fue invadido por los reyes mongoles de la Horda de Oro. Los mongoles fueron derrotados en 1377 en "Aguas Azules". En 1385 se unió a Polonia tras la coronación como rey de Vladislao II Jogaila.
En 1401 Vitautas, primo de Jogaila, se proclamó Gran Duque de Lituania y se disolvió la unión de los dos países. Gracias a la cooperación de ambos países, los ejércitos lituano y polaco vencieron a la Orden Teutónica en la batalla de Grunwald en 1410. Fue la mayor batalla en suelo europeo librada en todo el siglo XV.

### Edad Moderna
Después fue de nuevo anexionada a Polonia formando la República de las Dos Naciones o Mancomunidad de Polonia-Lituania en virtud de la unión dinástica de los dos estados en 1569, convirtiéndose así en el país más grande de Europa. Según el sistema de unión de los dos países, Lituania pudo conservar un autogobierno. Posteriormente fue incorporada a Rusia en 1795 bajo el reinado de Catalina II de Rusia, tras un proceso de desintegración que duró todo el siglo XVIII (particiones de Polonia).

### SigloXIX
A finales del siglo XVIII y hasta el comienzo de la Primera Guerra Mundial, Lituania recobró su autonomía, aunque siguió formando parte del Imperio ruso. La represión de los gobernantes rusos contra el pueblo y la cultura lituanas provocó dos grandes revueltas en 1836 y 1863. Tras el Levantamiento de Enero de 1863, fueron prohibidos los libros, periódicos y la enseñanza en general en idioma lituano durante los siguientes 40 años. Con el fin de ejercer un mayor control, las autoridades rusas sustituyeron el alfabeto latino del lituano por el alfabeto cirílico. (Véase Lithuanian press ban.)

### Primera independencia y anexión soviética

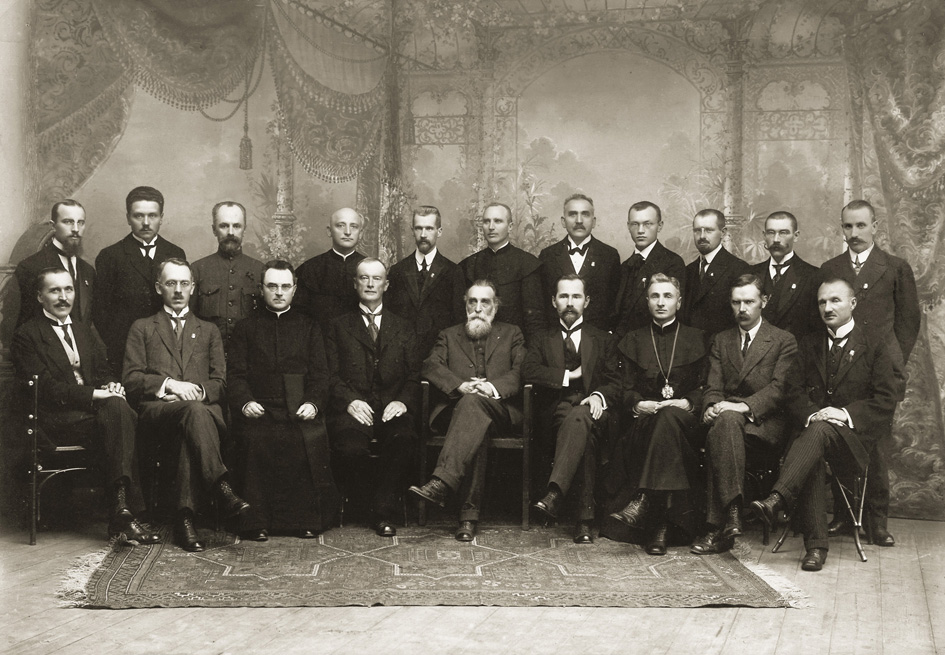
Los 20 miembros originales del Consejo de Lituania tras firmar el Acta de Independencia de Lituania, 1918.

Durante la Primera Guerra Mundial, entre 1914 y 1918, Lituania estuvo ocupada por Alemania, declarando otra vez su independencia el 16 de febrero de 1918. Entre 1918 y 1921 libró una guerra contra la recién proclamada República de Polonia, que había intentado anexionarse el Estado Lituano. La guerra se saldó con la pérdida del 20 % del territorio lituano, con la capital Vilna incluida, por lo que la capital se trasladó provisionalmente a Kaunas.
Justificándose en los pactos germano-soviéticos, y tras un referéndum, en junio de 1940 las tropas de la Unión de Repúblicas Socialistas Soviéticas (URSS) ocuparon el país, y en agosto de ese año Lituania fue anexionada, convirtiéndose en la República Socialista Soviética de Lituania; pero desde 1941 y hasta 1944 la Alemania Nazi expulsó al Ejército Rojo, por lo que una parte de la sociedad lituana percibió a los alemanes como sus libertadores frente al imperialismo bolchevique, pasando muchos de sus jóvenes a integrarse como combatientes destacados de las SS para ayudar a los nazis en la persecución y exterminio de los judíos lituanos y polacos.
Para el 1 de diciembre de 1941, más de 120.000 judíos lituanos, o sea entre el 91 y el 95% de la comunidad judía lituana de antes de la guerra, habían sido asesinados. Cerca de 100.000 judíos, polacos, rusos y lituanos fueron asesinados en Paneriai Distrito de Vilna. Sin embargo, miles de familias lituanas que arriesgaron sus vidas también protegieron a los judíos del Holocausto. Israel ha reconocido a 918 lituanos (al 1 de enero de 2021) como Justos de las Naciones por arriesgar sus vidas para salvar judíos durante el Holocausto en Lituania.
Aproximadamente 13.000 hombres sirvieron en los Batallones de Policía Auxiliar de Lituania. Diez de los veintiséis batallones de la policía auxiliar lituana que trabajan con el Einsatzkommando nazi estuvieron involucrados en los asesinatos en masa. Unidades rebeldes organizadas por Algirdas Klimaitis y supervisadas por el Brigadeführer de las SS Walter Stahlecker iniciaron el pogromo de Kaunas en Kaunas y sus alrededores el 25 de junio de 1941. 129
Sin embargo, no les duró mucho porque, con la victoria militar del Ejército Rojo, y posteriormente el resto de tropas aliadas, sobre el ejército nazi, Lituania pasó a formar parte de la Unión Soviética, tras haberse acordado en el tratado de Potsdam de 1945.
Frente a ello grupos patriotas lituanos continuaron la guerra contra la Unión Soviética, mediante guerrillas que lucharon hasta 1956 que fueron finalmente derrotados. Los países occidentales consideraron esta anexión un acto ilegal (siguiendo la Doctrina Stimson), por lo que continuaron manteniendo relaciones diplomáticas con los representantes del gobierno de Lituania en el exilio, y no reconocieron a la RSS de Lituania como parte de la Unión Soviética.

### Final de la Unión Soviética
En 1988 se formó el Movimiento Lituano por la Sąjūdis, que triunfó en las elecciones de 1989 en el Seima lituano, todavía perteneciendo Lituania a la Unión Soviética. En 1990 Vytautas Landsbergis fue elegido presidente, proclamando la independencia de Lituania el 11 de marzo de 1990, apoyado por la llamada Revolución Cantada. Hubo una dura réplica soviética con la ocupación militar de Vilna y la matanza de 13 civiles (enero de 1991), que forzó la suspensión de la medida en mayo de 1990. Sin embargo, en el año 2000, el político lituano Audrius Butkevičius, uno de los líderes del Sąjūdis, movimiento que capitaneó las movilizaciones para la independencia de Lituania, reconoció que no fueron las fuerzas soviéticas las culpables que provocaron la masacre, sino los propios independentistas lituanos, sus propias fuerzas paramilitares, pro-independentistas y personas pagadas, con el uso de fusiles de caza desde una serie de azoteas. Tras el fallido golpe de Estado de agosto de 1991 en Moscú, la independencia del país fue reconocida internacionalmente.
Desde su independencia en 1991, el Estado lituano ha hecho grandes reformas económicas, logrando pasar de ser una economía en recesión en 1991, a tener un crecimiento económico del 10,3 % en 2003, con importantes niveles de crecimiento previos a la crisis económica de 2008-2009, que ha golpeado muy duramente al país. Durante sus primeros quince años de autonomía, Lituania ha avanzado en la recuperación de su cultura, desde la lengua hasta la reconstrucción de bibliotecas, museos, iglesias y castillos abandonados por los soviéticos. El 1 de mayo de 2004 Lituania se convirtió en miembro de la Unión Europea después de haber aprobado la medida por referendo en 2003.

## Política

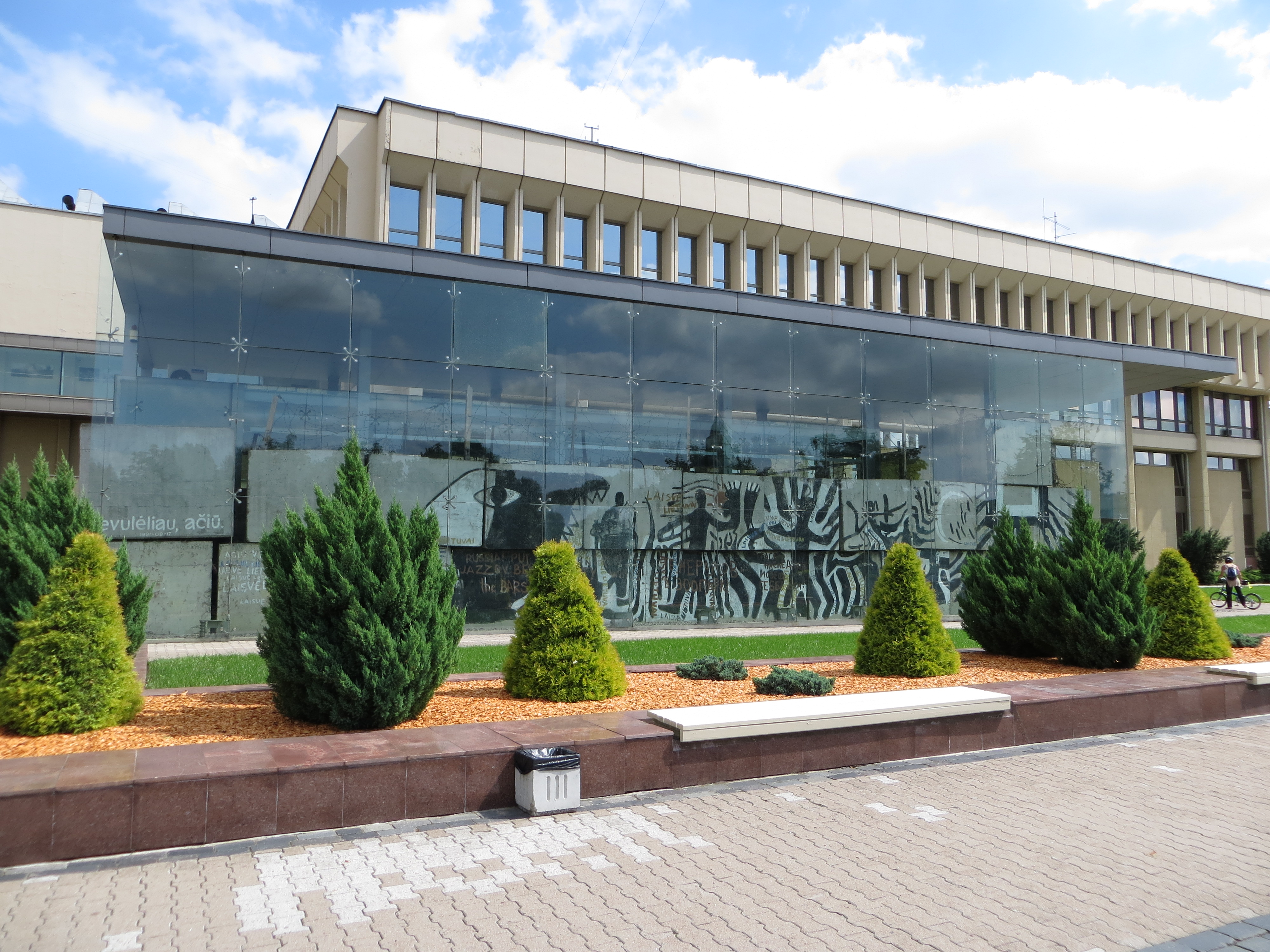
El Seimas, el Parlamento de Lituania

Lituania es un país con democracia parlamentaria. El presidente, representante del Estado, que es elegido para 5 años, dirige los asuntos exteriores y la política de seguridad. El presidente nombra al primer ministro y su respectivo gabinete cada cuatro años, con la autorización del Seimas, y otros funcionarios civiles. El presidente Rolandas Paksas, cuyo mandato empezó en enero de 2003, fue boicoteado y en 2004 Valdas Adamkus, anterior presidente, ocupó de nuevo su cargo hasta 2009, cuando fue elegida como presidenta Dalia Grybauskaitė. En 2019 fue sucedida por Gitanas Nausėda. El poder legislativo reside en el Seimas, un parlamento formado por 141 diputados elegidos por sufragio universal directo.
La República de Lituania es miembro de la Unión Europea, la OTAN, la OSCE, el Consejo de Europa, el Consejo de Estados del Mar Báltico, el NB-8 (Nord-Baltic 8), el Banco Nórdico de Inversiones, el Nordic Battle Group y el G8 (este último como parte de la Unión Europea).
En la actualidad, al igual que sus vecinos Letonia y Estonia, Lituania se encuentra en negociaciones para adherirse al Consejo Nórdico y a la NORDEFCO (Nordic Defence Cooperation), una organización similar a la OTAN cuya misión es la cooperación militar entre los países nórdicos. También, cabe mencionar que tanto Lituania como Letonia se encuentran en negociaciones para convertirse en miembros de pleno derecho de la OCDE a más tardar en 2018, organización a la que Estonia ya pertenece desde 2010.

### Derechos humanos

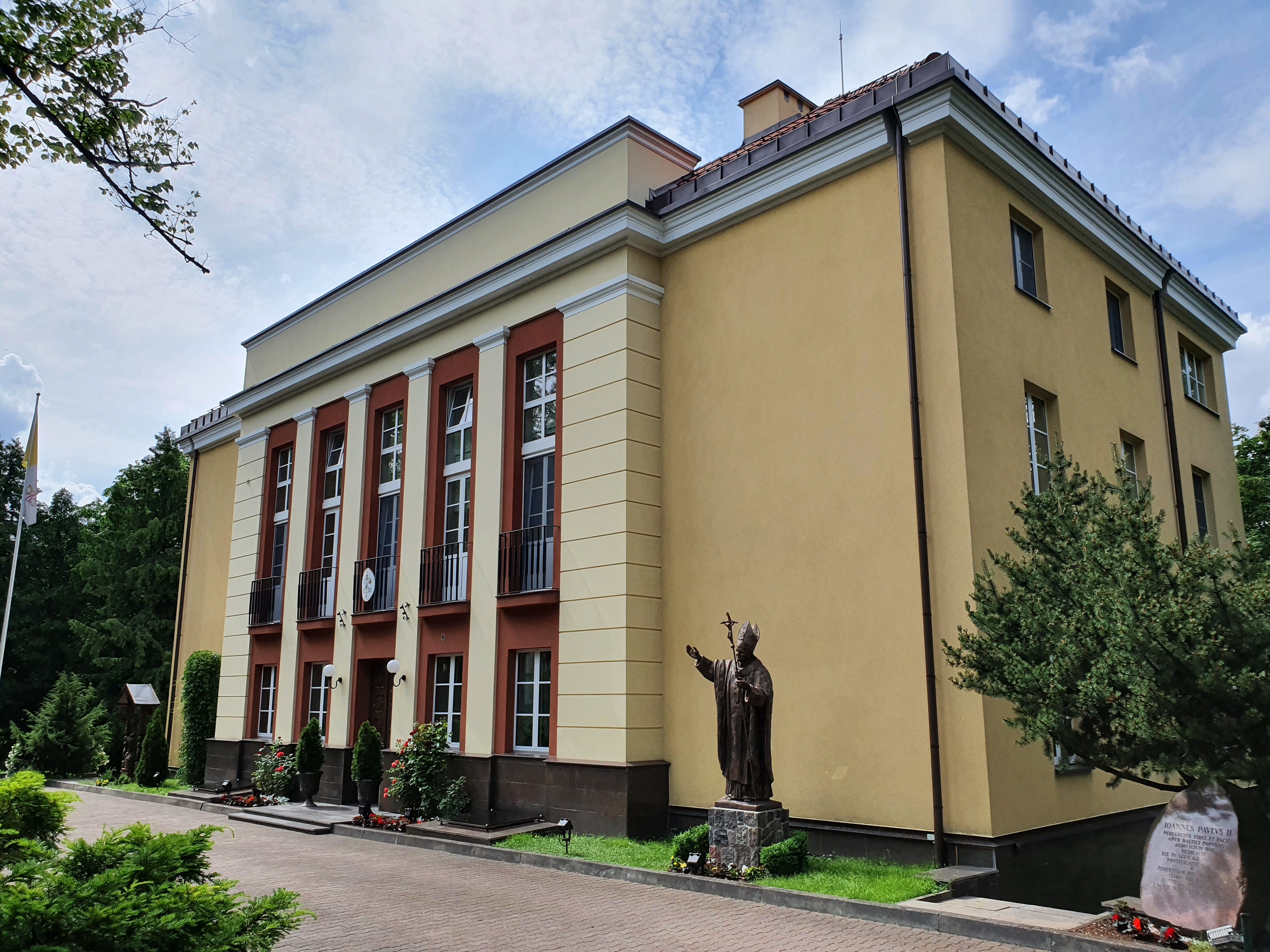
Nunciatura Apostólica en Vilna, representación de la Ciudad del Vaticano en Lituania

En materia de derechos humanos, respecto a la pertenencia a los siete organismos de la Carta Internacional de Derechos Humanos, que incluyen al Comité de Derechos Humanos (HRC), Lituania ha firmado o ratificado:
| Lituania | Tratados internacionales | Tratados internacionales | Tratados internacionales | Tratados internacionales | Tratados internacionales | Tratados internacionales | Tratados internacionales | Tratados internacionales | Tratados internacionales    | Tratados internacionales | Tratados internacionales | Tratados internacionales | Tratados internacionales | Tratados internacionales  | Tratados internacionales | Tratados internacionales  | Tratados internacionales | Tratados internacionales |
| --- | --- | ------------------------ | --- | --- | ------------------------ | ------------------------ | ------------------------ | --- | --------------------------- | ------------------------ | ------------------------ | --- | ------------------------ | ------------------------- | ------------------------ | ------------------------- | ------------------------ | ------------------------ |
| Lituania | CESCR | CESCR                    | CCPR | CCPR | CCPR                     | CERD                     | CED                      | CEDAW | CEDAW                       | CAT                      | CAT                      | CRC | CRC                      | CRC                       | CRC                      | MWC                       | CRPD                     | CRPD                     |
| Lituania | CESCR | CESCR-OP                 | CCPR | CCPR-OP1 | CCPR-OP2-DP              | CERD                     | CED                      | CEDAW | CEDAW-OP                    | CAT                      | CAT-OP                   | CRC | CRC-OP-AC                | CRC-OP-SC                 | CRC-OP-CP                | MWC                       | CRPD                     | CRPD-OP                  |
| Pertenencia | Lituania ha reconocido la competencia de recibir y procesar comunicaciones individuales por parte de los órganos competentes. | Sin información.         | Lituania ha reconocido la competencia de recibir y procesar comunicaciones individuales por parte de los órganos competentes. | Lituania ha reconocido la competencia de recibir y procesar comunicaciones individuales por parte de los órganos competentes. | Firmado y ratificado.    | Firmado y ratificado.    | Sin información.         | Lituania ha reconocido la competencia de recibir y procesar comunicaciones individuales por parte de los órganos competentes. | Firmado pero no ratificado. | Firmado y ratificado.    | Sin información.         | Lituania ha reconocido la competencia de recibir y procesar comunicaciones individuales por parte de los órganos competentes. | Sin información.         | Ni firmado ni ratificado. | Sin información.         | Ni firmado ni ratificado. | Sin información.         | Sin información.         |
| Firmado y ratificado, firmado, pero no ratificado, ni firmado ni ratificado, sin información, ha accedido a firmar y ratificar el órgano en cuestión, pero también reconoce la competencia de recibir y procesar comunicaciones individuales por parte de los órganos competentes. | |                          | | |                          |                          |                          | |                             |                          |                          | |                          |                           |                          |                           |                          |                          |

### Relaciones exteriores
Lituania se convirtió en miembro de las Naciones Unidas el 18 de septiembre de 1991, y es signataria de varias de sus organizaciones y otros acuerdos internacionales. También es miembro de la Unión Europea, el Consejo de Europa, la Organización para la Seguridad y la Cooperación en Europa, así como de la OTAN y su Consejo de Coordinación del Atlántico Norte. Lituania ingresó en la Organización Mundial del Comercio el 31 de mayo de 2001, y se incorporó a la OCDE el 5 de julio de 2018, al tiempo que aspira a ser miembro de otras organizaciones occidentales.
Lituania ha establecido relaciones diplomáticas con 149 países.
En 2011, Lituania acogió la reunión del Consejo Ministerial de la Organización para la Seguridad y la Cooperación en Europa. Durante el segundo semestre de 2013, Lituania asumió la presidencia de la Unión Europea.
Lituania también participa activamente en el desarrollo de la cooperación entre los países del norte de Europa. Es miembro del Consejo Báltico desde su creación en 1993. El Consejo Báltico, con sede en Tallin, es una organización permanente de cooperación internacional que funciona a través de la Asamblea Báltica y el Consejo de Ministros del Báltico.

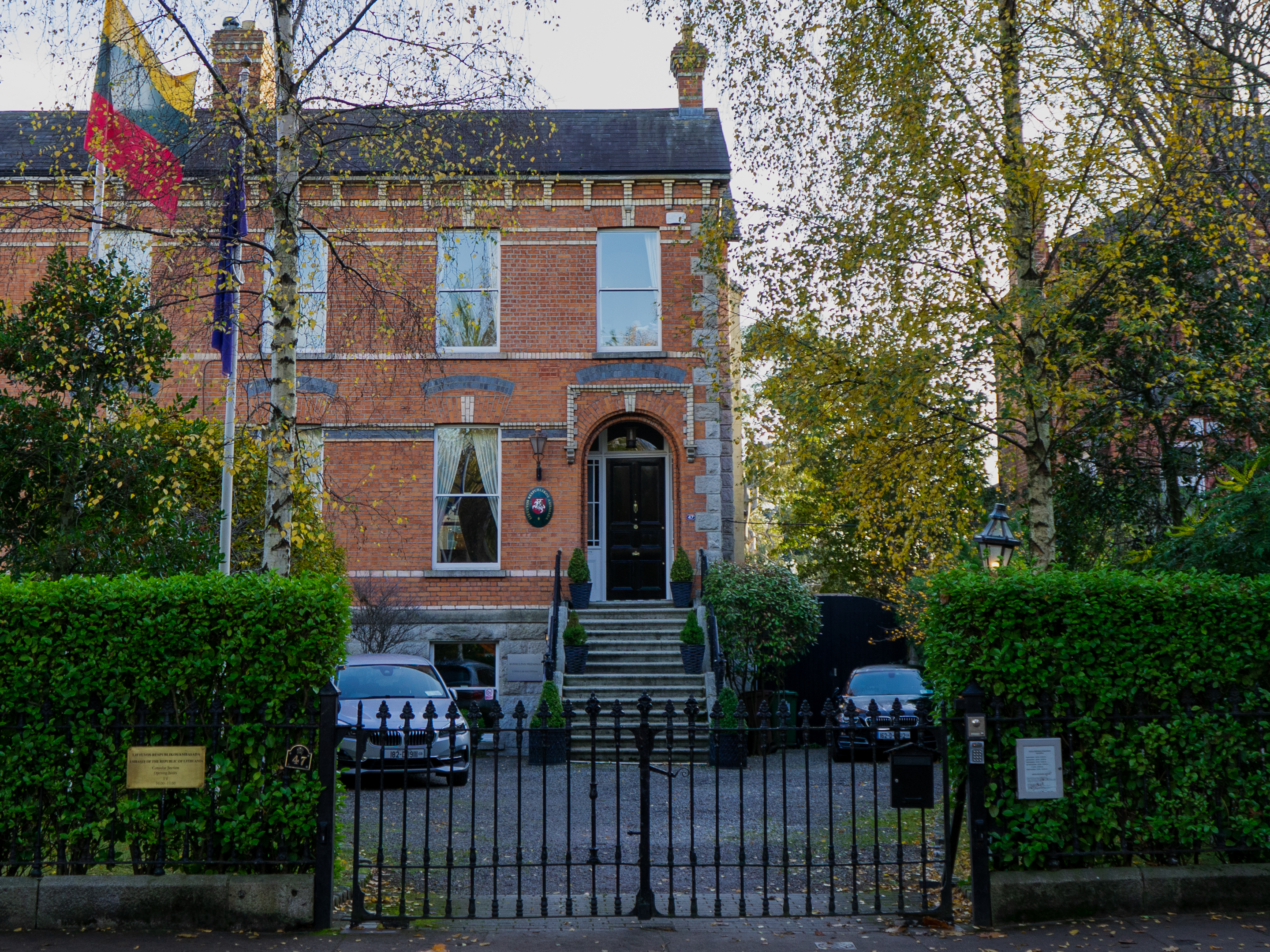
Embajada de Lituania en Dublín, Irlanda

Lituania también coopera con los países nórdicos y los otros dos países bálticos a través del formato NB8. Un formato similar, el NB6, reúne a los miembros nórdicos y bálticos de la UE. El NB6 se centra en debatir y acordar posiciones antes de presentarlas al Consejo de la Unión Europea y en las reuniones de los ministros de Asuntos Exteriores de la UE.
El Consejo de los Estados del Mar Báltico (CBSS) se creó en Copenhague en 1992 como foro político regional informal. Su principal objetivo es promover la integración y estrechar los contactos entre los países de la región. Los miembros del CBSS son Islandia, Suecia, Dinamarca, Noruega, Finlandia, Alemania, Lituania, Letonia, Estonia, Polonia, Rusia y la Comisión Europea. Sus Estados observadores son Bielorrusia, Francia, Italia, Países Bajos, Rumanía, Eslovaquia, España, Estados Unidos y Ucrania.

### Defensa

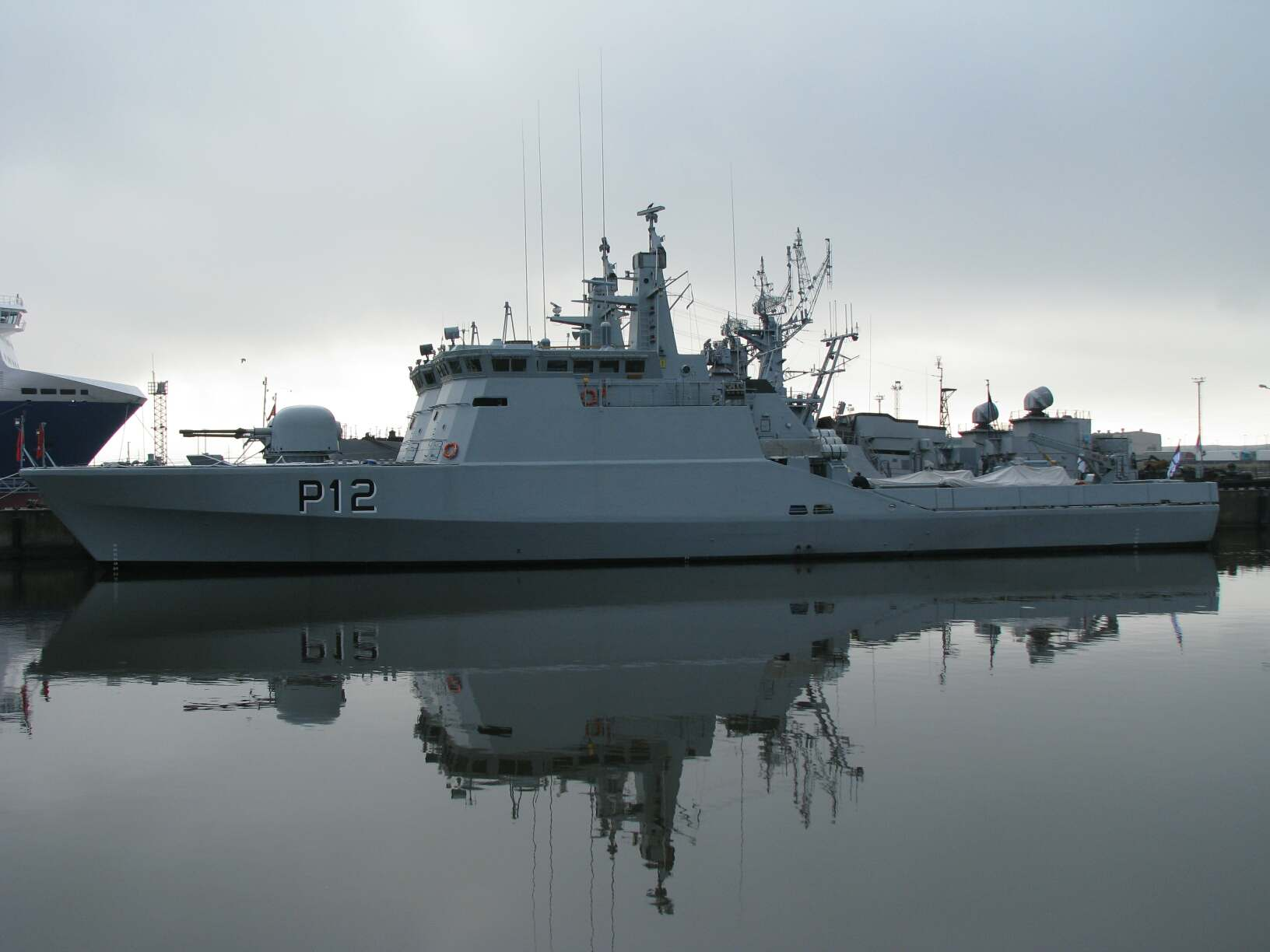
Buque de la Fuerza Naval Lituana de la clase Flyvefisken P12 "Dzūkas".

Las Fuerzas Armadas de Lituania es el nombre de las fuerzas armadas unificadas de la Fuerza Terrestre de Lituania, la Fuerza Aérea de Lituania, la Fuerza Naval de Lituania, la Fuerza de Operaciones Especiales de Lituania y otras unidades: Mando de Logística, Mando de Entrenamiento y Doctrina, Batallón del Cuartel General, Policía Militar. Las Fuerzas de Operaciones Especiales y la Policía Militar están directamente subordinadas al Jefe de Defensa. Las Fuerzas de Reserva están bajo el mando de las Fuerzas de Voluntarios de la Defensa Nacional de Lituania.
Las Fuerzas Armadas lituanas cuentan con unos 20.000 efectivos en activo, que pueden ser apoyados por las fuerzas de reserva. El reclutamiento obligatorio finalizó en 2008, pero se reintrodujo en 2015. Las Fuerzas Armadas lituanas tienen actualmente personal desplegado en misiones internacionales en Afganistán, Kosovo, Mali y Somalia.
Lituania se convirtió en miembro de pleno derecho de la OTAN en marzo de 2004. En el aeropuerto de Zokniai hay desplegados aviones de combate de los miembros de la OTAN que proporcionan seguridad al espacio aéreo del Báltico.
Desde el verano de 2005, Lituania forma parte de la Fuerza Internacional de Asistencia para la Seguridad en Afganistán (ISAF), dirigiendo un Equipo de Reconstrucción Provincial (PRT) en la ciudad de Chaghcharan, en la provincia de Ghor. El PRT incluye personal de Dinamarca, Islandia y Estados Unidos. También hay unidades de fuerzas de operaciones especiales en Afganistán, situadas en la provincia de Kandahar. Desde su incorporación a las operaciones internacionales en 1994, Lituania ha perdido dos soldados: El teniente Normundas Valteris cayó en Bosnia, cuando su vehículo de patrulla pasó por encima de una mina. El sargento Arūnas Jarmalavičius fue herido de muerte durante un ataque al campamento de su Equipo de Reconstrucción Provincial en Afganistán.

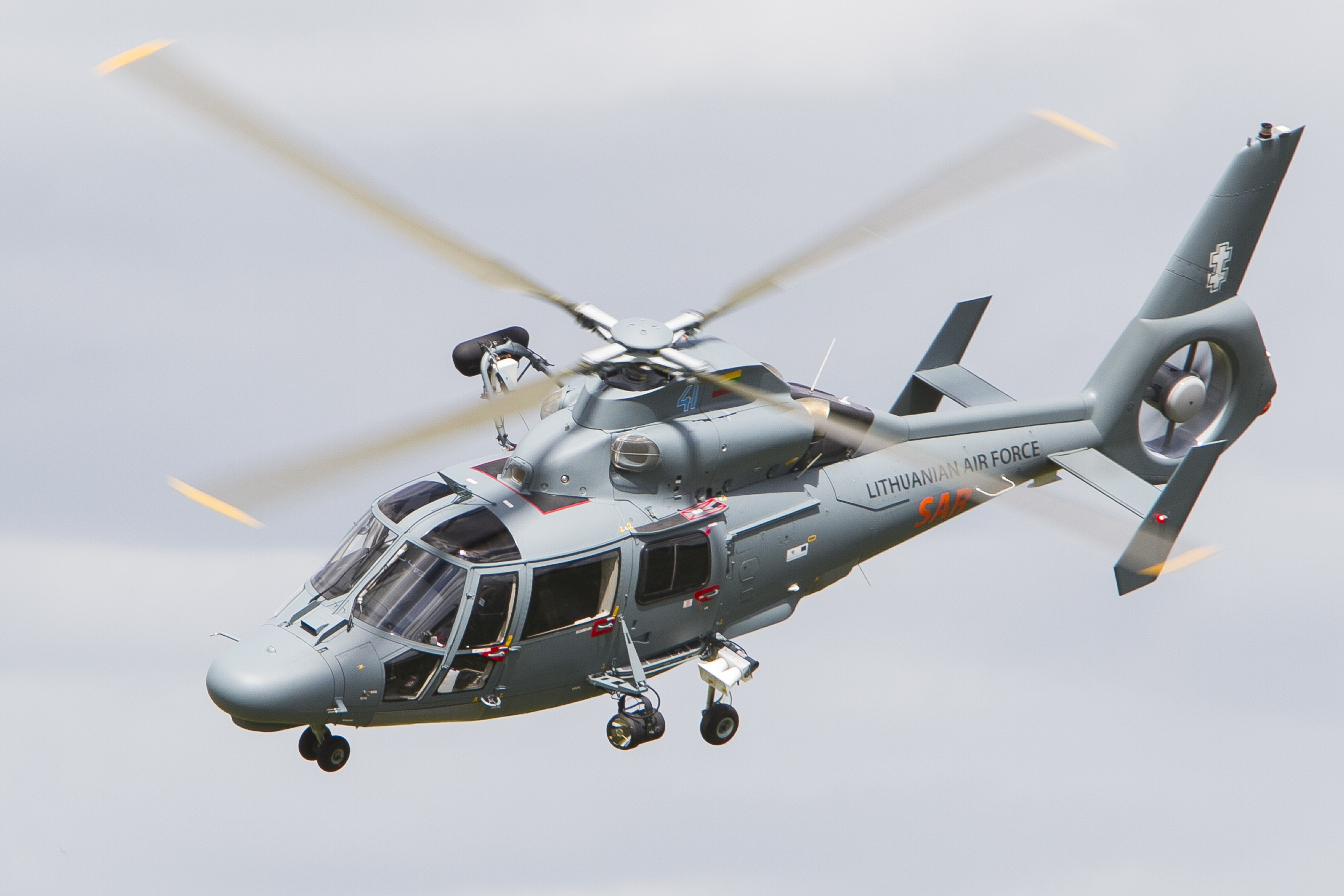
Helicóptero Eurocopter AS365+ Dauphin de la Fuerza Aérea de Lituania

La Política de Defensa Nacional de Lituania tiene como objetivo garantizar la preservación de la independencia y la soberanía del Estado, la integridad de su tierra, sus aguas territoriales y su espacio aéreo, y su orden constitucional. Sus principales objetivos estratégicos son defender los intereses del país y mantener y ampliar las capacidades de sus fuerzas armadas para que puedan contribuir y participar en las misiones de los Estados miembros de la OTAN y de la Unión Europea.
El Ministerio de Defensa es responsable de las fuerzas de combate, búsqueda y rescate, y operaciones de inteligencia. Los 5.000 guardias fronterizos están bajo la supervisión del Ministerio del Interior y son responsables de la protección de las fronteras, los pasaportes y las aduanas, y comparten la responsabilidad con la marina en la interdicción del contrabando y el tráfico de drogas. Un departamento especial de seguridad se encarga de la protección de personalidades y de la seguridad de las comunicaciones. En 2015 se creó el Centro Nacional de Ciberseguridad de Lituania. La organización paramilitar Unión de Fusileros de Lituania actúa como institución de autodefensa civil.
Según la OTAN, en 2020, Lituania destinó el 2,13% de su PIB a la defensa nacional. Durante mucho tiempo, especialmente después de la crisis financiera mundial de 2008, Lituania estuvo a la zaga de los aliados de la OTAN en cuanto a gasto en defensa. Sin embargo, en los últimos años ha comenzado a aumentar rápidamente la financiación, superando la directriz de la OTAN del 2% en 2019.

## División territorial
El territorio lituano se encuentra dividido políticamente en diez provincias (apskritys, singular - apskritis):
- Provincia de Alytus
- Provincia de Kaunas
- Provincia de Klaipėda
- Provincia de Marijampolė
- Provincia de Panevėžys
- Provincia de Šiauliai
- Provincia de Tauragė
- Provincia de Telšiai
- Provincia de Utena
- Provincia de Vilna

## Geografía

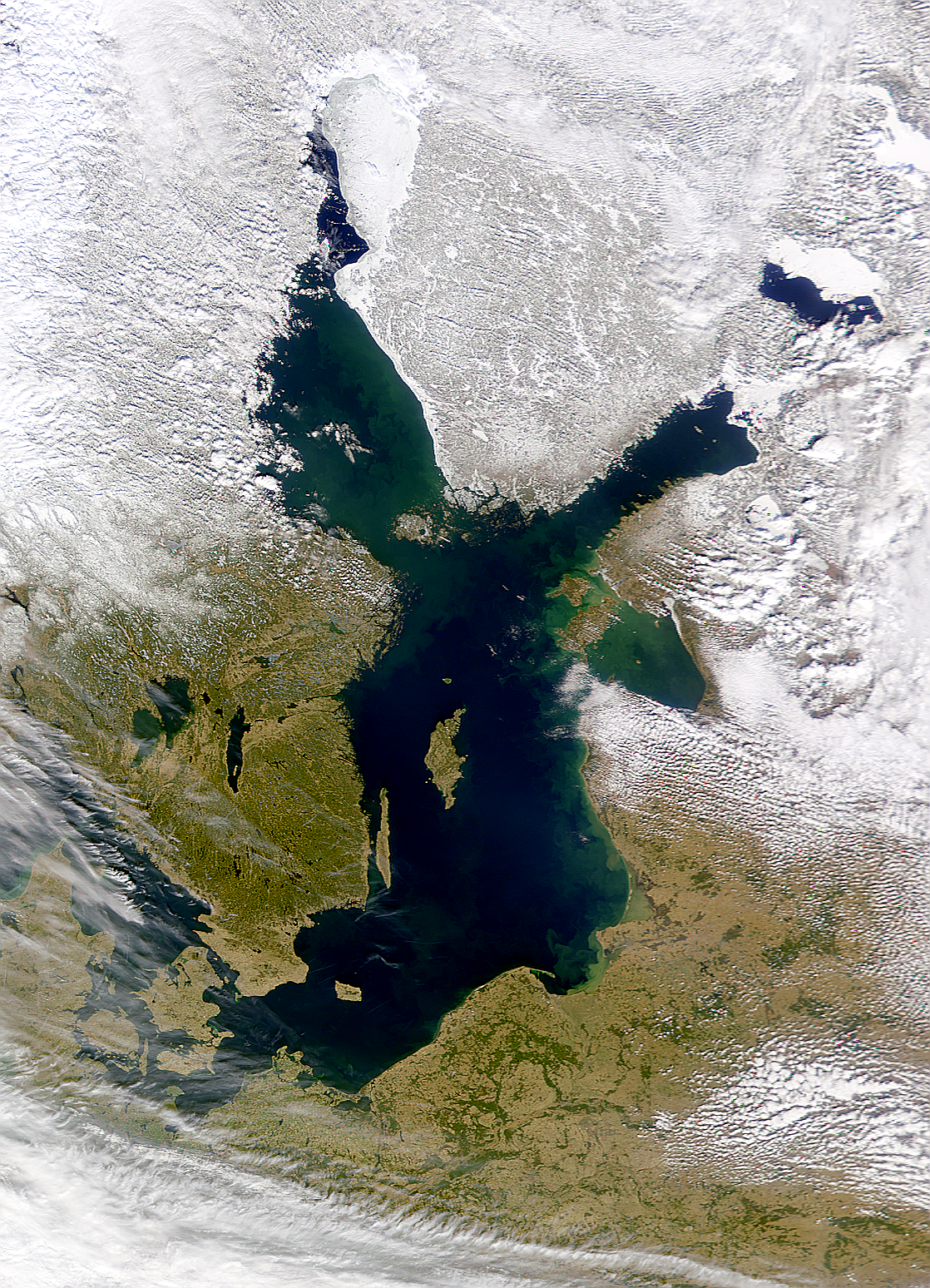
Lituania se encuentra en la costa este del mar Báltico.

Lituania se ubica junto al mar Báltico que comparte con Suecia, Finlandia, Estonia, Letonia, Polonia, Alemania, Dinamarca y Rusia. Lituania limita al norte con Letonia, al sureste con Bielorrusia (antiguamente parte del Gran Ducado de Lituania), al sur con Polonia, al suroeste con el enclave ruso de Kaliningrado (antigua ciudad lituano-prusiana) y al oeste con el mar Báltico. Está al noreste de Europa.
Lituania erróneamente se clasifica a veces como parte de Europa del Este, debido a que en ocasiones la definición de Europa del Este suele ser ampliada para incluir a los antiguos Estados socialistas, llegando a abarcar el sureste del continente y los Balcanes. Pero lo cierto es que Lituania es más Occidental que Oriental ya que el centro geográfico del continente europeo se encuentra en Lituania. En el año 1989 el Instituto Nacional de Geografía Francés destacó que el verdadero y único centro geográfico de Europa se encuentra en el pueblo Purnuškės (54°54′ de latitud norte y 25°19′ de longitud este 54°54′N 25°19′E / 54.900, 25.317), a 26 km de Vilna, capital de Lituania, y esto ha quedado plasmado en el Libro Guinness de los récords. Sin embargo, el centro geográfico de la Unión Europea se encuentra en una localidad de Hesse, Alemania.
Lituania es un país que carece de montañas; la máxima altitud es el monte Medvėgalis en la poco notoria meseta de Samogitia en el occidente y centro del país lituano, y el terreno está marcado por pequeños y grandes lagos, además de grandes zonas boscosas que cubren cerca del 30 % del territorio lituano. En el noreste se encuentra el Lago Drūkšiai, el más grande e importante del país.
El clima, así como el relieve, son muy similares a los de los países escandinavos, por lo que la mitad del año nieva y se pueden apreciar grandes y bellos bosques, ríos y lagos en la mayoría del territorio lituano. Lituania es la más grande y poblada de las tres repúblicas bálticas. Es un país con una pequeña costa arenosa de 90 km, de los cuales solo 40 están abiertos sobre el mar Báltico. Klaipėda es su principal puerto, está localizado en la desembocadura del golfo de Kuršių. La reserva natural del golfo de Kursiu, el parque nacional Kursiu Nerija, ha sido catalogado como Patrimonio Común de la Humanidad por la Unesco.

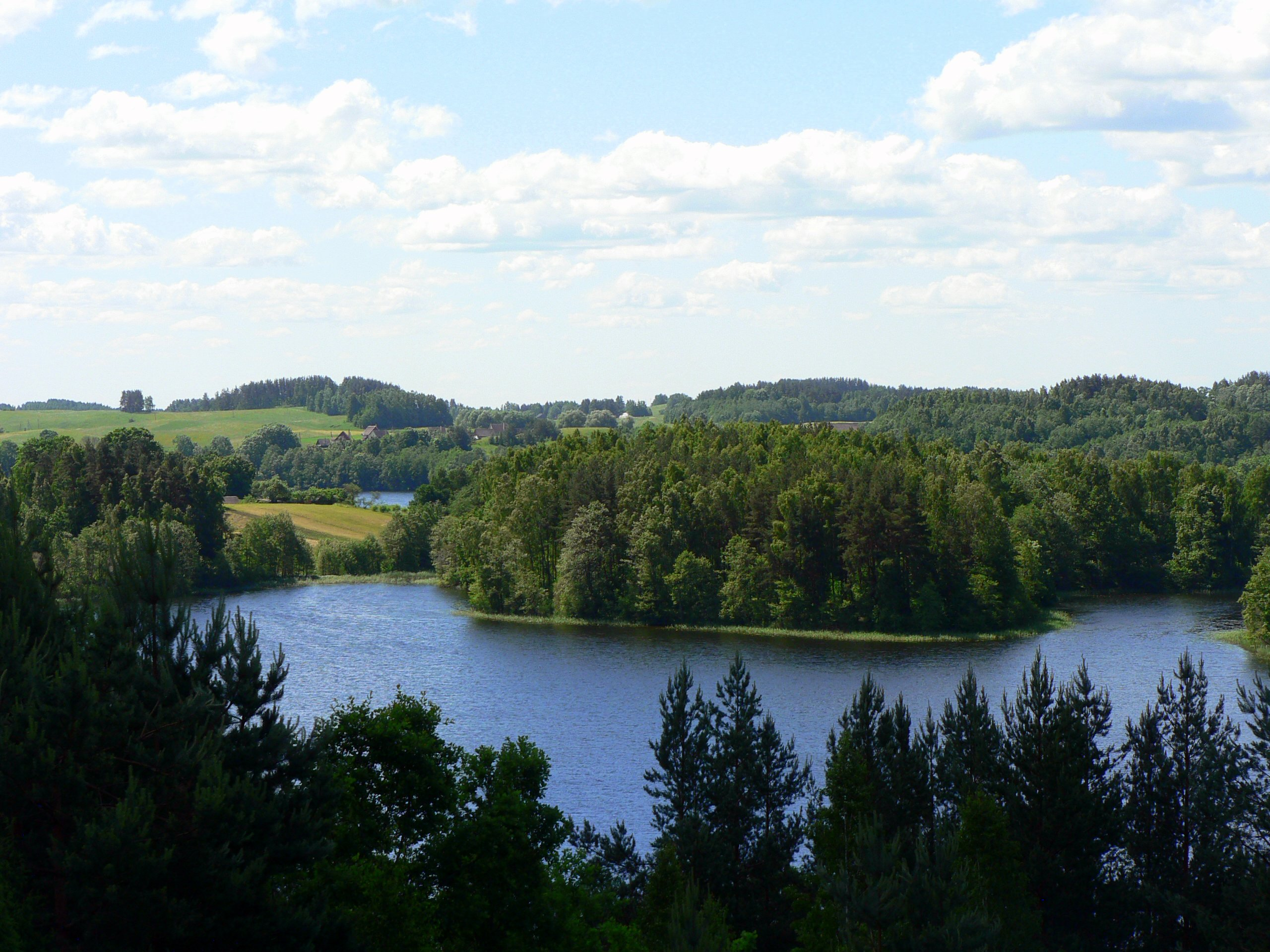
Parque nacional Aukštaitija

Su capital es Vilna y está considerada por los bálticos como "La Roma del Báltico". Entre 1920-1939 Polonia se hizo con la región en donde se encontraba Vilna (llamado por los polacos Wilno). Por esta causa, Kaunas pasó a ser la capital temporal de Lituania. Tras la anexión a la Unión Soviética de este territorio, Vilna volvió a ser la capital de Lituania.
El bioma dominante en Lituania es el bosque templado de frondosa vegetación. WWF divide el territorio de Lituania entre dos ecorregiones: el bosque mixto sarmático en la mitad norte del país y el bosque mixto de Europa central en la mitad sur.

### Geología
Lituania se encuentra dentro de la Plataforma de Europa del Este y, por tanto, ha estado relativamente tranquila desde el punto de vista tectónico durante mucho tiempo. La superficie fue moldeada de forma decisiva por los repetidos avances de los hielos interiores durante la Edad de Hielo. Por lo tanto, son muy pocas las rocas más antiguas que se encuentran en la superficie terrestre. Desde el punto de vista del paisaje, casi toda Lituania pertenece al país de las morrenas jóvenes, que fue cubierto por el hielo de la última, la Edad de Hielo de Weichsel. Hace 20.000 años, en el punto álgido de la glaciación del Vístula, solo una pequeña franja en el extremo sureste permanecía sin hielo.

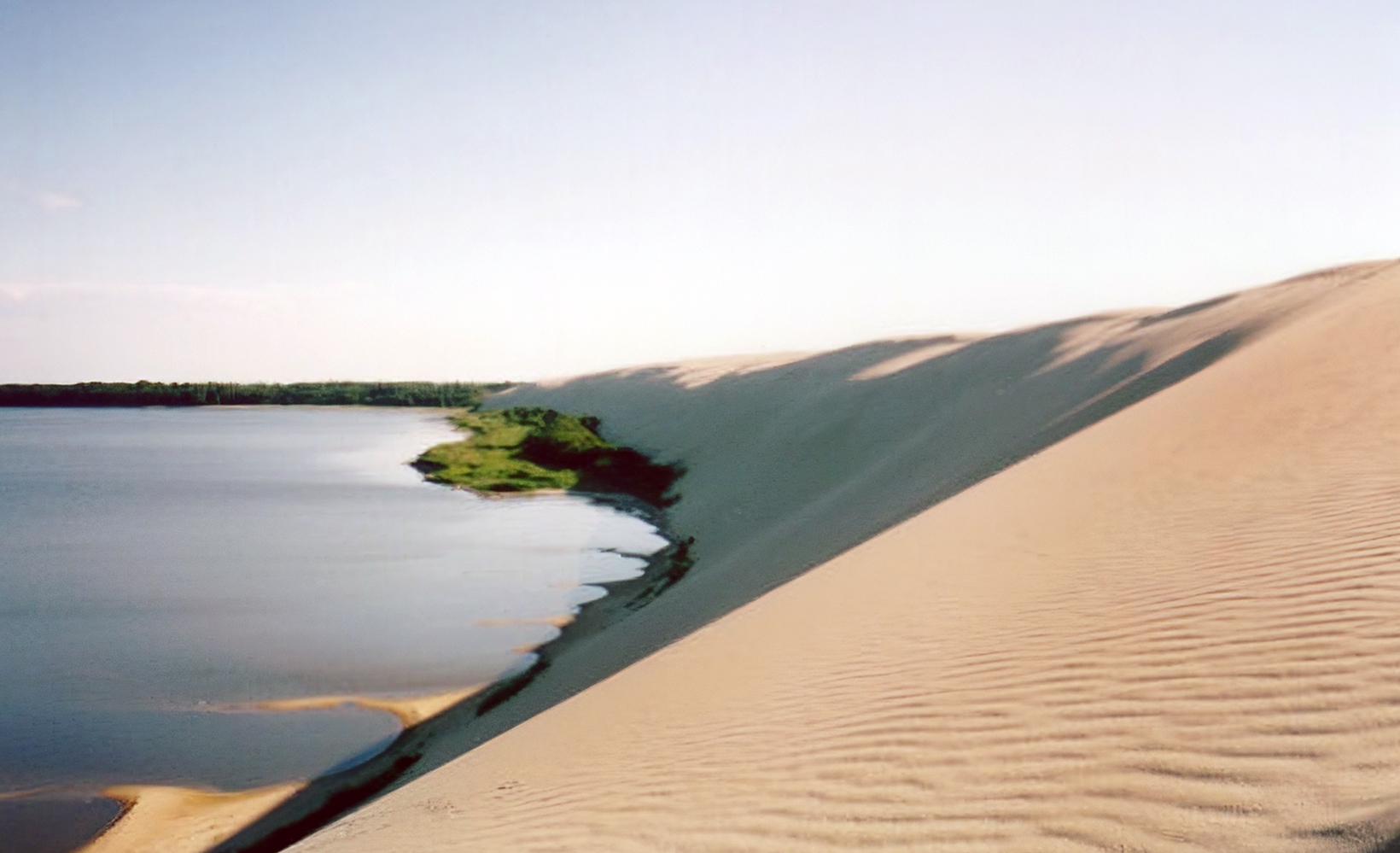
Dunas de arena en el istmo de Curlandia (Patrimonio de la Humanidad).

Al oeste, el terreno limita con el mar Báltico, con playas de arena. La cordillera terrestre inferior de Lituania, en la parte occidental del país, pertenece a la cordillera terrestre del Báltico. La zona montañosa del sureste pertenece a la cordillera bielorrusa. Aquí se encuentran las mayores alturas de Lituania (294 m) (Aukštasis kalnas y Juozapinės kalnas). Los ríos más grandes son el Memel y el Neris, que nacen en Bielorrusia. En el noreste se encuentra el distrito lacustre de Hochlitauen. También hay numerosos lagos en el sur. En total, los lagos ocupan alrededor del 1,5% de la superficie del país. Una parte de la laguna de Curlandia y el espigón de Curlandia también pertenecen a Lituania.
La mayor parte de la superficie del país está ocupada por tierras agrícolas. Algo más del 30% del territorio está cubierto por bosques y más del 3% por ciénagas y pantanos. La superficie de Lituania consta de 62.680 km² de tierra y 2.620 km² de agua.

### Clima
Lituania tiene un clima templado, cambiando gradualmente de marítimo a continental. Los inviernos son cambiantes, con variaciones frecuentes. El cielo a menudo en época está cubierto de nubes, nieva y llueve a menudo a la orilla del mar. La temperatura media del aire oscila entre los -3 °C en la costa y los -6 °C en la periferia oriental. A veces soplan vientos huracanados, a menudo hay ventisca.

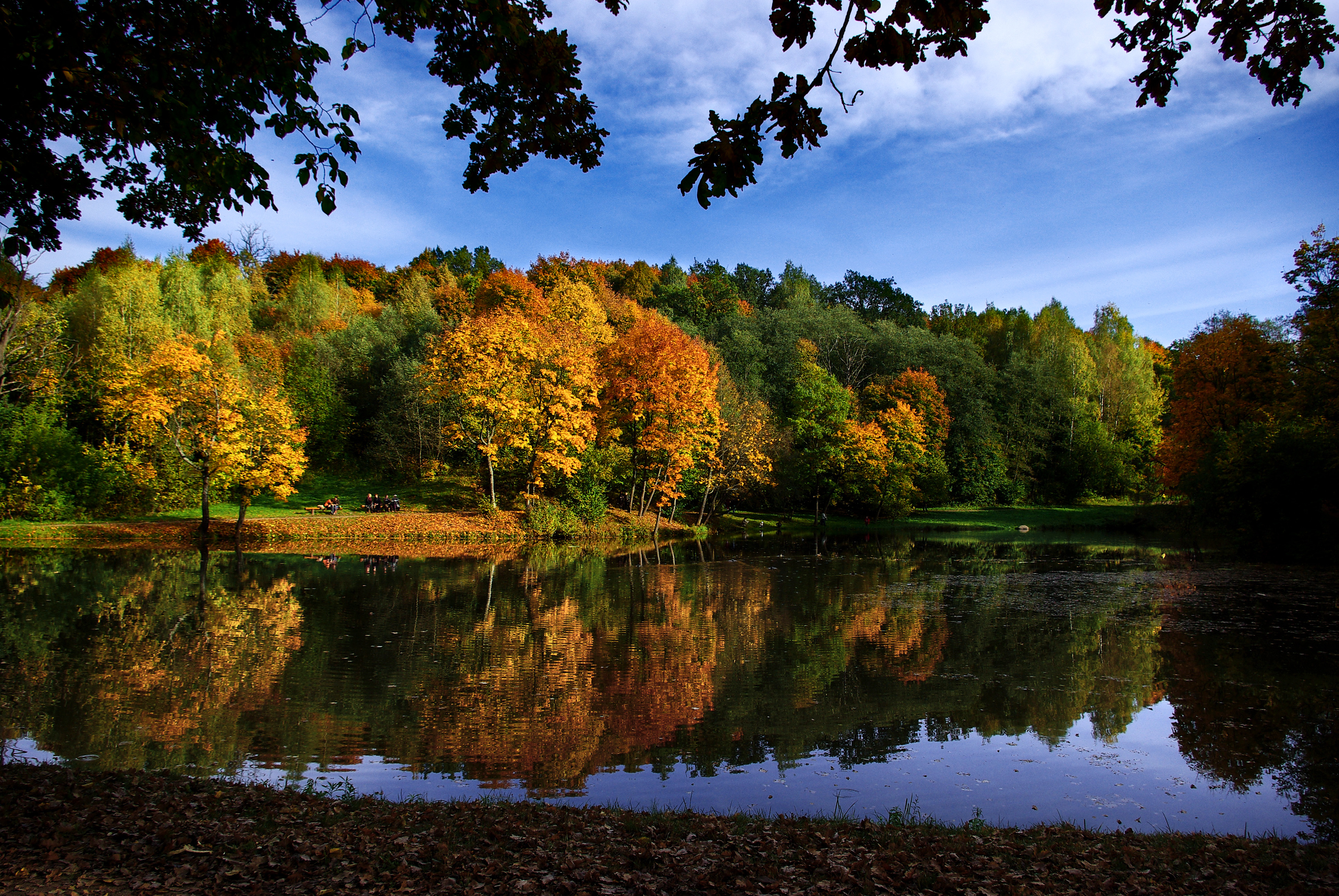
Paisaje de otoño en Lituania

La primavera en Lituania es variable, a menudo nublada, pero el número de días despejados está aumentando y mayo suele ser el mes más despejado del año. A menudo hay nieve en marzo y lluvias cortas y tormentas eléctricas en mayo. Los periodos de lluvia todavía son ocasionales a principios de mayo.
El verano en Lituania es moderadamente cálido. El clima cálido y seco se alterna con lluvioso y fresco. P.ej. 2006 En julio de 2007 prevaleció un clima cálido y seco casi constantemente. en verano -unclima lluvioso y fresco. El otoño en Lituania suele ser nublado, ventoso y lluvioso, especialmente en la costa. P.ej. 2005 la temperatura media del aire varió de +6,1 a +8,3 °C (+0,5 a +1,1 °C más que la media).
La precipitación media anual es de 800 mm en la costa, 900 mm en las tierras altas de Samogitia y 600 mm en la parte oriental del país. La nieve se produce todos los años, puede nevar de octubre a abril. En algunos años puede caer aguanieve en septiembre o mayo. La temporada de crecimiento dura 202 días en la parte occidental del país y 169 días en la parte oriental. Las tormentas severas son poco frecuentes en la parte oriental de Lituania, pero comunes en las zonas costeras.

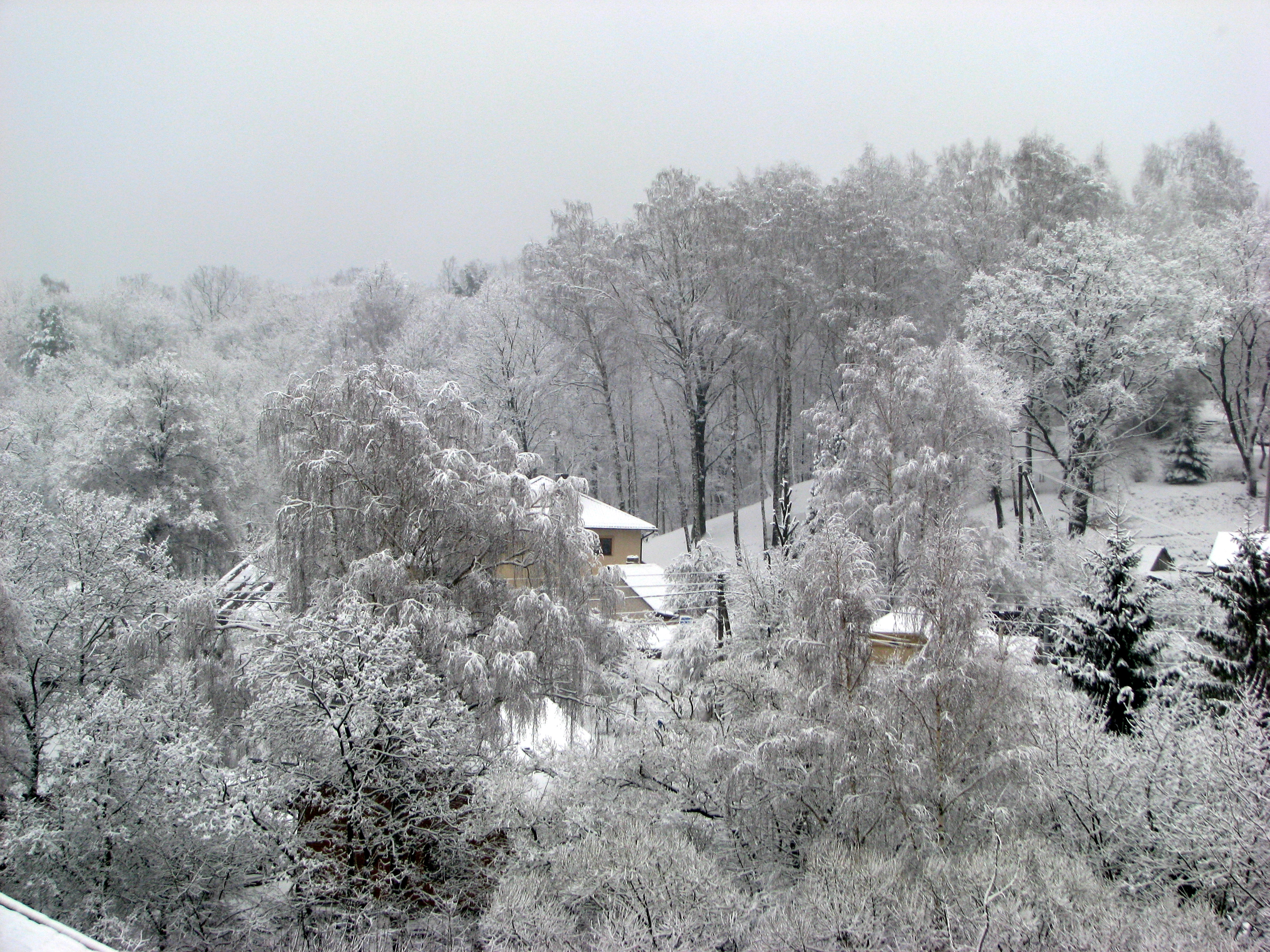
Invierno en Lituania

Los registros más largos de temperatura medida en la zona del Báltico abarcan unos 250 años. Los datos muestran períodos cálidos durante la segunda mitad del siglo XVIII, y que el siglo XIX fue un período relativamente frío. A principios del siglo XX se produjo un calentamiento que culminó en la década de 1930, seguido de un enfriamiento menor que duró hasta la década de 1960. Desde entonces se mantiene una tendencia al calentamiento.
En 2002, Lituania sufrió una sequía que provocó incendios forestales y de turberas.

### Medio ambiente
Tras el restablecimiento de la independencia de Lituania en 1990, ya en 1992 se aprobó la Aplinkos apsaugos įstatymas (Ley de Protección del Medio Ambiente). La ley sentó las bases para regular las relaciones sociales en el ámbito de la protección del medio ambiente, estableció los derechos y obligaciones básicos de las personas jurídicas y físicas en la preservación de la biodiversidad inherente a Lituania, los sistemas ecológicos y el paisaje. Lituania acordó reducir las emisiones de carbono en al menos un 20% de los niveles de 1990 para 2020 y en al menos un 40% para 2030, junto con todos los miembros de la Unión Europea. Asimismo, para 2020, al menos el 20% (el 27% para 2030) del consumo total de energía del país deberá proceder de fuentes de energía renovables. En 2016, Lituania introdujo una legislación especialmente eficaz sobre el depósito de envases, que permitió recoger el 92% de todos los envases en 2017.

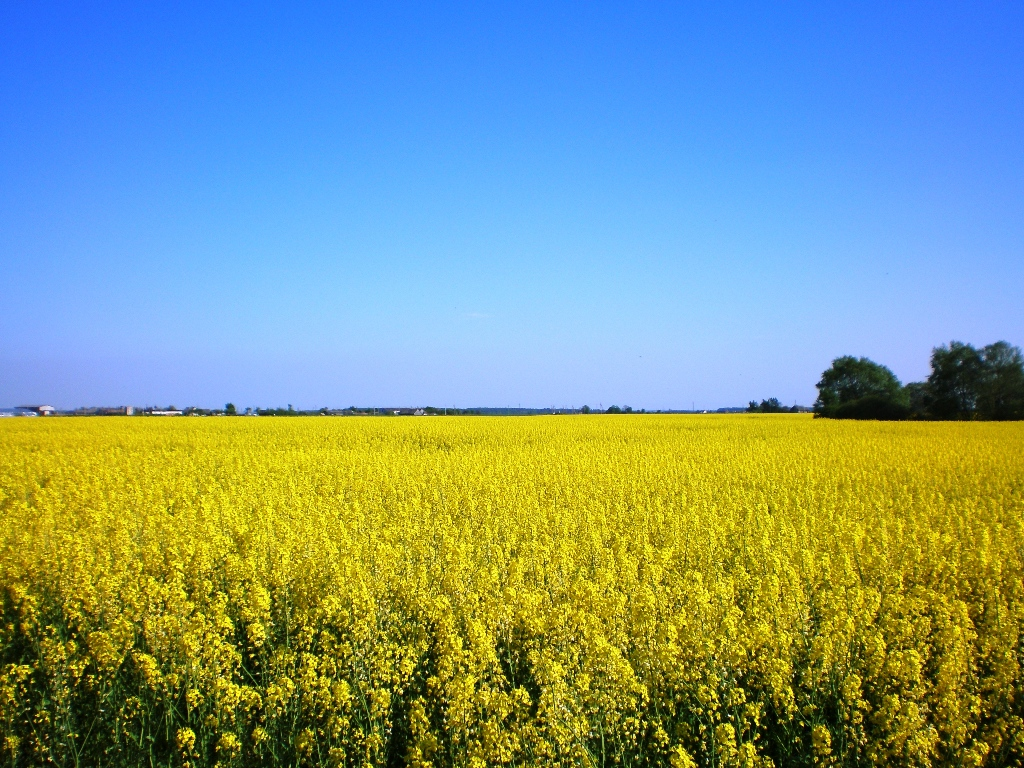
Paisaje en el Distrito de Kėdainiai

Lituania no tiene montañas muy elevadas y su paisaje está dominado por praderas florecientes, densos bosques y fértiles campos de cereales. Sin embargo, destaca por la abundancia de castillos, donde los antiguos lituanos quemaban altares para los dioses paganos. Lituania es una región especialmente regada, con más de 3.000 lagos, la mayoría en el noreste. El país también está drenado por numerosos ríos, entre los que destaca el más largo, el Nemunas. Lituania alberga dos ecorregiones terrestres: Los bosques mixtos centroeuropeos y los bosques mixtos sármicos.
Los bosques han sido durante mucho tiempo uno de los recursos naturales más importantes de Lituania. Los bosques ocupan un tercio del territorio del país y la producción industrial relacionada con la madera representa casi el 11% de la producción industrial del país. Lituania tiene cinco parques nacionales, 30 parques regionales, 402 reservas naturales, 668 objetos del patrimonio natural protegidos por el Estado.
En 2018, Lituania ocupó el quinto lugar, después de Suecia (no se concedieron los 3 primeros puestos), en el Índice de Desempeño del Cambio Climático (CCPI) Tuvo una puntuación media en el Índice de Integridad del Paisaje Forestal de 2019 de 1,62/10, lo que la sitúa en el puesto 162 a nivel mundial de 172 países.

### Biodiversidad

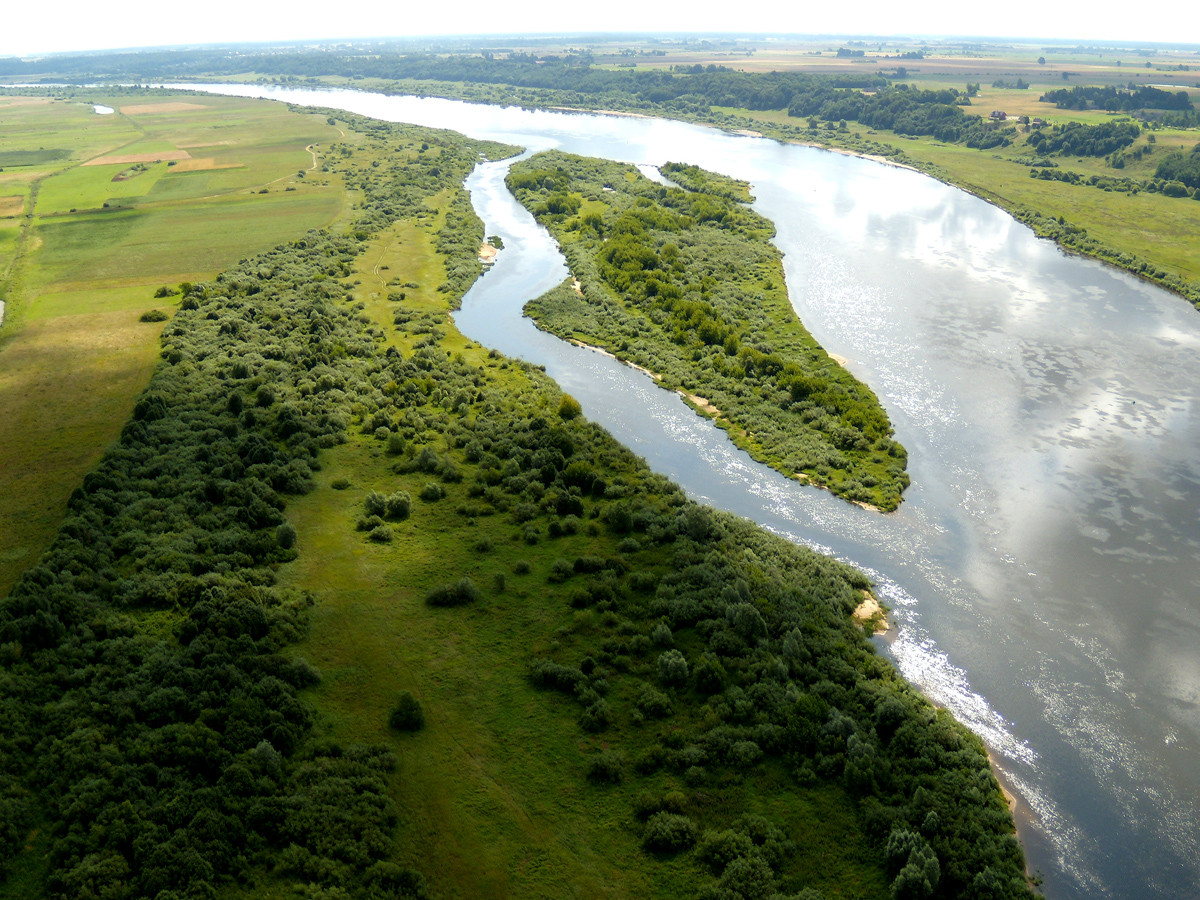
Una isla cubierta de vegetación en el río Niemen (Nemunas) en Lituania

Los ecosistemas lituanos incluyen los naturales y seminaturales (bosques, turberas, humedales y praderas) y los antropogénicos (agrarios y urbanos). Entre los ecosistemas naturales, los bosques son especialmente importantes para Lituania, ya que cubren el 33% del territorio del país. Los humedales (turberas elevadas, pantanos, lodazales de transición, etc.) cubren el 7,9% del país, y el 70% de los humedales se han perdido debido al drenaje y la extracción de turba entre 1960 y 1980. Los cambios en las comunidades vegetales de los humedales se tradujeron en la sustitución de las comunidades de musgo y hierba por árboles y arbustos, y los pantanos no afectados directamente por la recuperación de tierras se han vuelto más secos como consecuencia del descenso del nivel freático. En Lituania hay 29.000 ríos con una longitud total de 64.000 km, y la cuenca del río Nemunas ocupa el 74% del territorio del país. Debido a la construcción de presas, ha desaparecido aproximadamente el 70% de los lugares de desove de las especies potenciales de peces catádromos. En algunos casos, los ecosistemas fluviales y lacustres siguen sufriendo el impacto de la eutrofización antropogénica.
El 54% del territorio lituano está ocupado por tierras agrícolas (aproximadamente el 70% son tierras de cultivo y el 30% praderas y pastizales); aproximadamente 400.000 hectáreas de tierras agrícolas no se cultivan y actúan como nicho ecológico para las malas hierbas y las especies vegetales invasoras. El deterioro del hábitat se está produciendo en regiones con tierras muy productivas y caras a medida que se amplían las zonas de cultivo. En la actualidad, el 18,9% de todas las especies de plantas, incluido el 1,87% de todas las especies de hongos conocidas y el 31% de todas las especies de líquenes conocidas, figuran en el Libro Rojo de Lituania. La lista también contiene el 8% de todas las especies de peces.

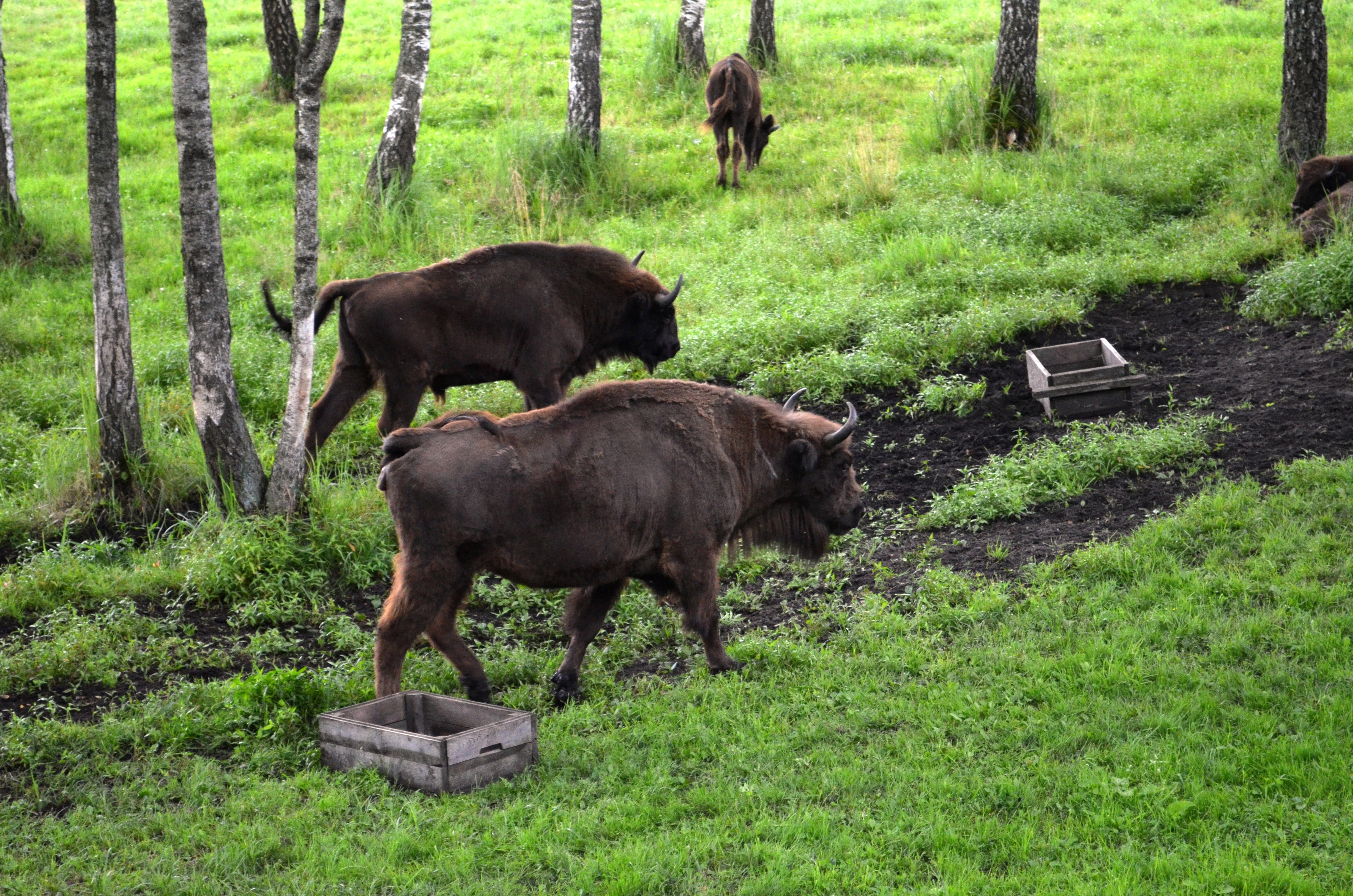
Ejemplares de Bisonte Europeo (Bison bonasus) en el Parque Regional Krekenava

Las poblaciones de fauna silvestre han repuntado a medida que la caza se ha ido restringiendo y la urbanización ha permitido la replantación de bosques (los bosques ya han triplicado su tamaño desde sus mínimos). En la actualidad, Lituania cuenta con aproximadamente 250.000 animales salvajes de gran tamaño, es decir, 5 por cada kilómetro cuadrado. El animal salvaje de gran tamaño más prolífico en toda Lituania es el corzo, con 120.000 ejemplares. Le siguen los jabalíes (55.000). Otros ungulados son el ciervo (~22.000), el gamo (~21.000) y el más grande: el alce (~7.000). Entre los depredadores lituanos, los zorros son los más comunes (~27.000). Sin embargo, los lobos están más arraigados en la mitología, ya que solo hay 800 en Lituania. Más raros aún son los linces (~200). Los grandes animales mencionados excluyen al conejo, del que pueden vivir unos 200.000 ejemplares en los bosques lituanos.

## Economía

Evolución del PIB real per cápita de Estonia, Letonia y Lituania desde 1973.

Se considera a Lituania la economía mundial número 87 por su PIB. En la actualidad, Lituania es el país con mayor renta per cápita de los países bálticos y de todos los países que conformaron la Unión Soviética (sin incluir a Rusia), superando ya a Portugal y Grecia con una renta per cápita de casi 24 000 dólares estadounidenses. Su tasa de crecimiento se encuentra entre las más altas de la Unión Europea. Está previsto que Lituania alcance el desarrollo de sus vecinos nórdicos en no más de dos décadas y que supere a todos los países del sur de Europa en una década.
El 1 de enero de 2015 Lituania se convirtió en el decimonoveno miembro de la eurozona. De hecho, de los 19 países miembros de la eurozona, solamente Luxemburgo, Eslovaquia, Finlandia y los tres países bálticos cumplen con todos los criterios de convergencia y pueden presumir de unas finanzas públicas totalmente limpias.
En 2013 Lituania alcanzó el estatus pleno de país desarrollado según el Banco Mundial, y en 2015 el de Economía Avanzada por parte del Fondo Monetario Internacional. Hoy en día el país báltico tiene un Índice de Desarrollo Humano muy alto y está a la vanguardia en diferentes campos, como por ejemplo en educación, que tiene un sistema de excelencia en el que el 93 % de la población tiene estudios medio-superiores (bachillerato) o universitarios, habla al menos dos idiomas extranjeros y sus estudiantes ocupan el primer lugar a nivel de la UE en Matemáticas, Tecnología y Ciencias, contando así con uno de los mejores sistemas educativos del mundo. También, los lituanos ocupan el puesto número uno a nivel de la UE en crecimiento de la competitividad, el puesto número 28 a nivel mundial en igualdad de género (superando a países como España, Francia, Estonia o Rusia), el puesto número 32 en libertad de prensa (superando así a países como EE. UU., Reino Unido o Rusia), y el puesto número 43 a nivel mundial en el Índice de Percepción de la Corrupción elaborado por Transparencia Internacional, encontrándose así en mejor situación que países como Italia, Grecia o la República Checa, y muy lejos de países como Rusia, México o Brasil. Según el Índice mundial de innovación, a cargo de la Organización Mundial de la Propiedad Intelectual, en 2024, Lituania se ubicó en lugar 35 en innovación entre 133 países del mundo; mientras que en 2023, ocupó el lugar 34 y, en 2022, el lugar 39.
| País          | Importaciones | País          | Exportaciones |
| ------------- | ------------- | ------------- | ------------- |
| Unión Europea | 55.9 %        | Unión Europea | 61.4 %        |
| Rusia         | 32.8 %        | Rusia         | 16.6 %        |
| Alemania      | 9.7 %         | Letonia       | 10.2 %        |
| Polonia       | 9.1 %         | Alemania      | 9.3 %         |
| Letonia       | 6.6 %         | Polonia       | 6.9 %         |
| Países Bajos  | 4.9 %         | Estonia       | 6.6 %         |
| Suecia        | 3.3 %         | Países Bajos  | 6.1 %         |
| Italia        | 3.2 %         | Bielorrusia   | 5.2 %         |
| Bélgica       | 3.1 %         | Reino Unido   | 4.1 %         |
| Estonia       | 2.8 %         | Francia       | 4.1 %         |
| Bielorrusia   | 2.5 %         | Suecia        | 3.6 %         |

Lituania es un país con un reducido riesgo político y económico, y con una tasa de crecimiento que se sitúa entre las más altas de Europa. En la actualidad la República de Lituania tiene un alto nivel de vida como cualquier nación moderna, y tras un siglo de inestabilidad económica como consecuencia de distintos conflictos bélicos y a la ocupación soviética, el país báltico ha entrado a formar parte del club de los países desarrollados según el Fondo Monetario Internacional, que toma como referencia para dicha afirmación el Índice de Desarrollo Humano, Industrialización, PIB nominal, PIB per cápita y derechos básicos de la población en un país desarrollado. Los factores determinantes de este excepcional crecimiento son atribuibles no solo a la estabilidad en el plano macroeconómico, sino a la flexibilidad del trabajo, la fuerza de su comercio internacional, la política de incentivos para las innovaciones y su estratégica posición geopolítica, que convierte a la República de Lituania en un punto imprescindible en las relaciones entre Rusia y los miembros de la Unión Europea.
La República de Lituania es uno de los países que ingresó en 2004 a la Unión Europea y a la OTAN avalado por una excelente coyuntura económica, siendo desde entonces uno de los países con mayor crecimiento de la Unión Europea, y que supera la media europea. En 2003 registró el crecimiento más alto de toda su historia con un incremento en el PIB del 10.3 %. La economía lituana se basa fundamentalmente en las actividades agropecuarias y la explotación forestal (explotación forestal sostenible como en Canadá), aunque el turismo residencial está creciendo rápidamente y se está convirtiendo en parte importante del desarrollo económico. Tras su ingreso en la Unión Europea el país báltico también ha aumentado su industrialización. Uno de los fuertes de Lituania en materia de alta tecnología, son la biotecnología y el desarrollo de las tecnologías láser. También podemos mencionar que Lituania junto a Francia, son los países de la UE que más dependen de la energía nuclear, por lo que Lituania tiene previsto cerrar su actual planta nuclear (modelo soviético similar al de Chernóbil) y construir una planta nuclear de alta tecnología que abastezca a todo el país báltico, y que su superávit permita exportar energía a sus países vecinos: Estonia, Letonia, Polonia, Suecia y Finlandia.
Tiene alrededor de 2 400 000 ha de terreno cultivado, y es el primer productor de lino a nivel mundial.[cita requerida] Lituania tiene importantes industrias textiles. También podemos mencionar que el pequeño país báltico se jacta de una infraestructura moderna y bien desarrollada en ferrocarriles, aeropuertos y carreteras. El Banco Central Europeo prevé que en menos de 20 años Lituania será un país altamente desarrollado como Suecia, y estará a la par con sus vecinos del Norte de Europa, superando incluso algunos países de la antigua Unión Europea de los 15 como España y Portugal. Debido al crecimiento acelerado de la economía lituana que está muy por encima de la media europea, a mediados de 2004, se adhirió al Sistema Monetario Europeo II, lo que le asegura estabilidad cambiaria. Después de las distintas fechas establecidas para formar parte del euro, finalmente Lituania entró en la eurozona el 1 de enero de 2015.
Cabe mencionar que aparte de su alto incremento en el PIB, Lituania tiene otros factores que favorecen su crecimiento, algunos de estos son: el turismo, el crecimiento acelerado de la industria, la alta inversión extranjera, la privatización de empresas estatales, su baja deuda pública (casi nula), un déficit bajo y una sociedad moderna que ha dejado atrás la época comunista; lo que en conjunto hace que el país tenga un crecimiento económico alto, sostenible y con un índice de desarrollo humano elevado. Con su acceso a la OTAN, OMC, Banco Mundial y Unión Europea, Lituania terminó de consolidarse como un país libre y democrático, y en el que los servicios e instituciones públicas son eficientes, aunque todavía tiene un camino por recorrer a medio plazo para ponerse a la par con los países más desarrollados de la Unión Europea. En 2007 su PIB (nominal) per cápita fue de 16 472 US$ lo que lo convierte ya en un país desarrollado, aunque todavía se encuentra a la cola de la Unión Europea de los 27 ocupando el puesto 16.º en mayor renta per cápita. A finales de 2008 Lituania fue afectada por una recesión muy fuerte al igual que toda la UE, sin embargo a pesar de las especulaciones de algunos analistas económicos, Lituania es uno de los países de la UE que más rápido está saliendo de la crisis y que mantiene un déficit muy bajo (incluso más bajo que antes de la crisis mundial).

### Turismo

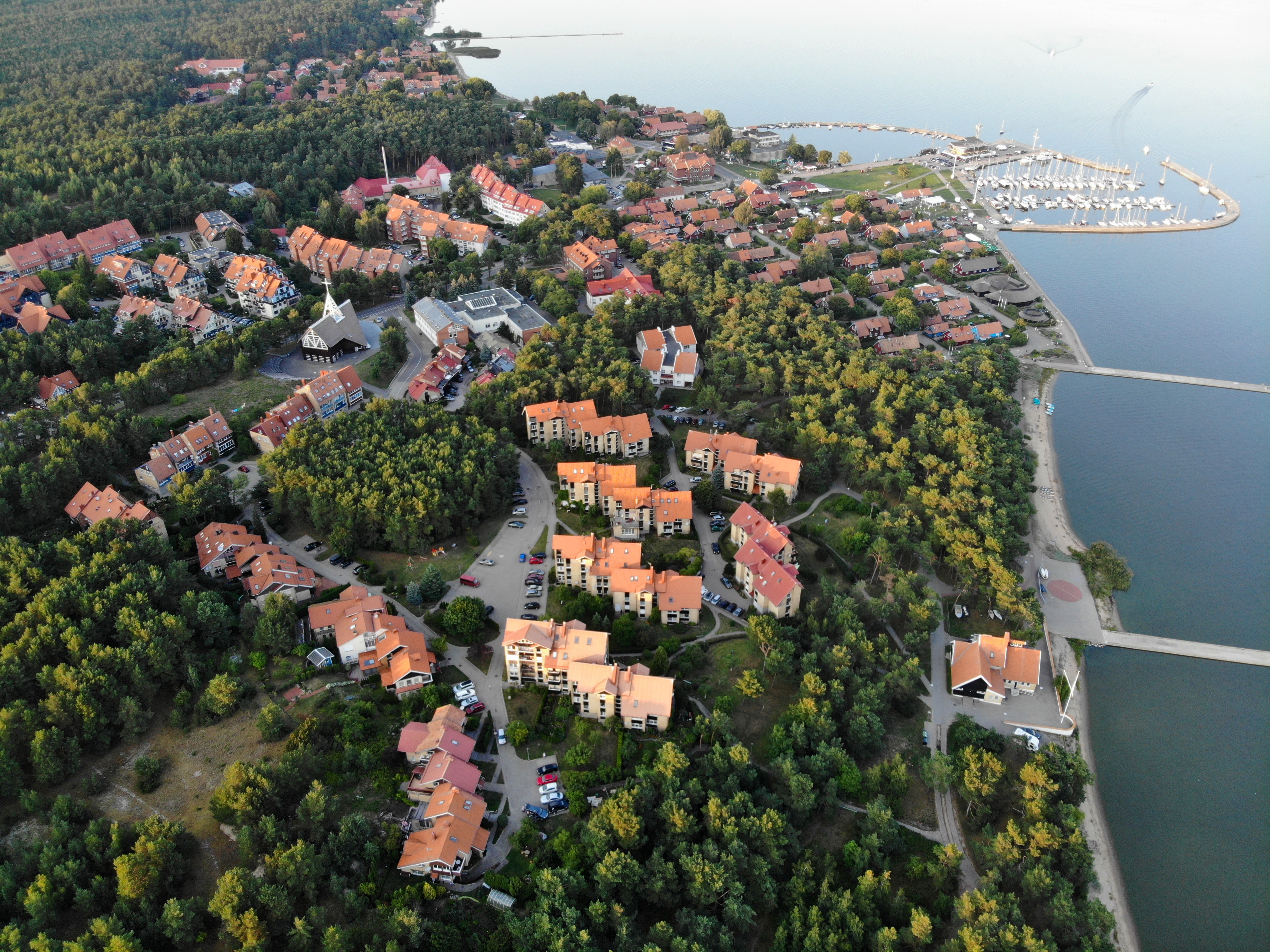
Vista de Nida en el Municipio de Neringa, en la costa de Lituania

Las estadísticas de 2016 mostraron que 1,49 millones de turistas de países extranjeros visitaron Lituania y pasaron al menos una noche en el país. El mayor número de turistas procedía de Alemania (174.800), Bielorrusia (171.900), Rusia (150.600), Polonia (148.400), Letonia (134.400), Ucrania (84.000) y el Reino Unido (58.200).
La contribución total de los viajes y el turismo al PIB del país fue de 2.005,5 millones de euros, el 5,3% del PIB en 2016, y se previó un aumento d un 7,3% en 2017, y de un 4,2% anual hasta alcanzar los 3.243,5 millones de euros, el 6,7% del PIB en 2027. El turismo en globo aerostático es muy popular en Lituania, especialmente en Vilnius y Trakai. El turismo en bicicleta está creciendo, especialmente en la Ruta Ciclista Marítima de Lituania. Las rutas EuroVelo EV10, EV11 y EV13 pasan por Lituania. La longitud total de los carriles para bicicletas asciende a 3.769 km (de los cuales 1988 km son de asfalto).
El Parque Regional del Delta de Nemunas y la reserva de la biosfera de Žuvintas son conocidos por la observación de aves.
El turismo nacional también ha ido en aumento. Actualmente hay hasta 1000 lugares de atracción en Lituania. La mayoría de los turistas visitan las grandes ciudades -Vilnius, Klaipėda y Kaunas-, los balnearios, como Neringa y Palanga, y las ciudades balneario -Druskininkai y Birštonas.

## Demografía

Evolución demográfica de Lituania.

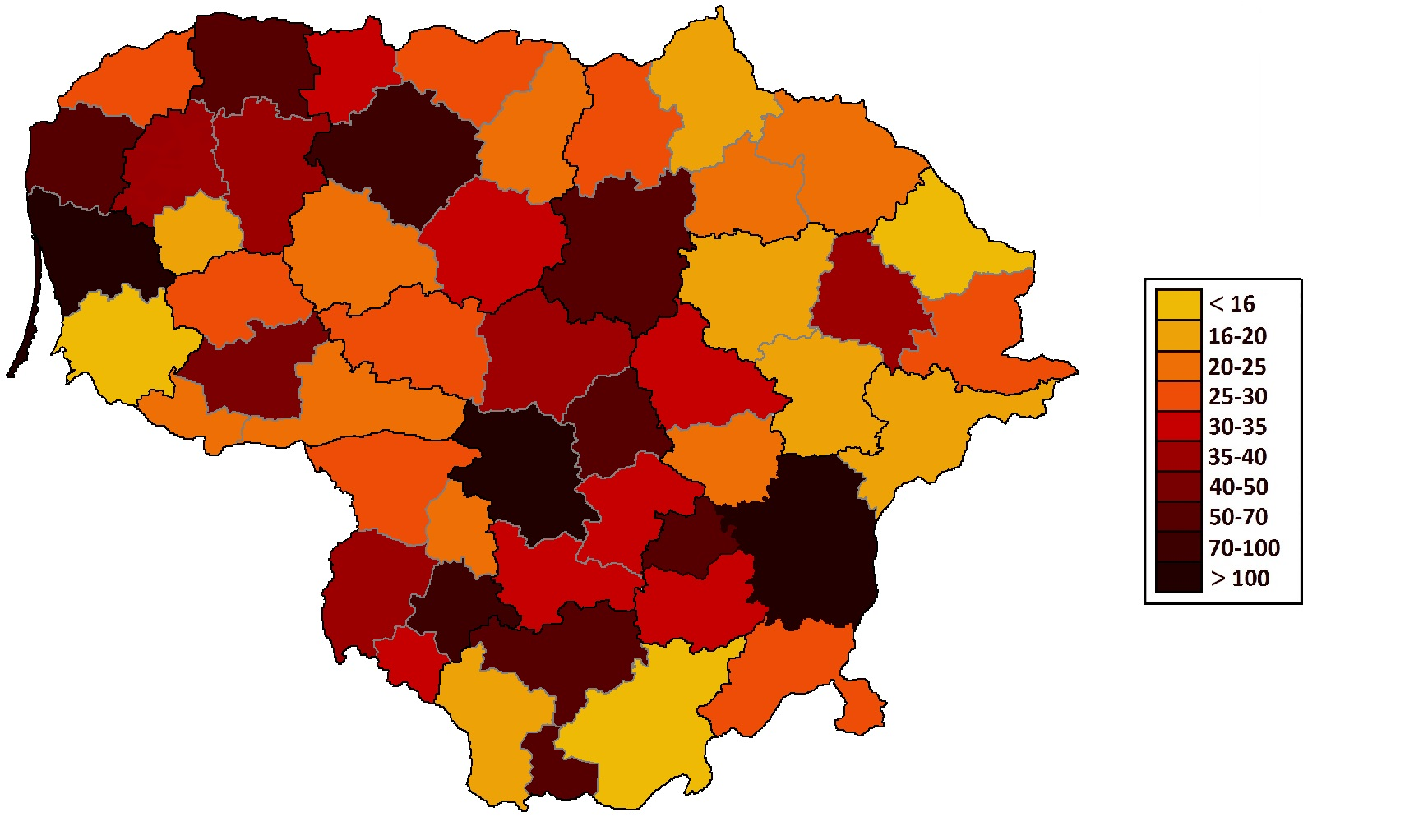
Densidad poblacional

En 2021, Lituania tiene una población de 2 824 030 habitantes.
La esperanza de vida es de 75 años. El 99,6 % de la población está alfabetizada, lo cual lo coloca en el quinto país con mayor tasa de alfabetización del mundo. El promedio de hijos por mujer es de tan solo 1,21 lo cual provoca que su población se reduzca un 0,28 % cada año.
La composición étnica actual es la siguiente:
- Lituanos 83,45 %
- Polacos 6,74 %
- Rusos 6,31 %
- Bielorrusos 1,23 %
- Ucranianos 0,65 %
- Otros (alemanes, gitanos, tártaros, armenios, letones, otros) 1,62 %

En 2007 Lituania tenía el índice de suicidios más elevado de Europa.
Cerca de dos terceras partes de la población vive en ciudades. De acuerdo a estadísticas de 2013, cuatro de las localidades más habitadas en Lituania superaban los 100 000 residentes. Estas son: la capital Vilna (526 356 habitantes), Kaunas (306 888 habitantes), Klaipeda (158 541 habitantes) y Siauliai (106 470 habitantes).

### Grupos Étnicos
Los lituanos étnicos constituyen aproximadamente cinco sextos de la población del país y Lituania tiene la población más homogénea de los Estados bálticos. En 2015, la población de Lituania ascendía a 2.921.262 habitantes, de los cuales el 84,2% son de etnia lituana y hablan lituano, que es la lengua oficial del país. Existen varias minorías importantes, como los polacos (6,6%), los rusos (5,8%), los bielorrusos (1,2%) y los ucranianos (0,5%).

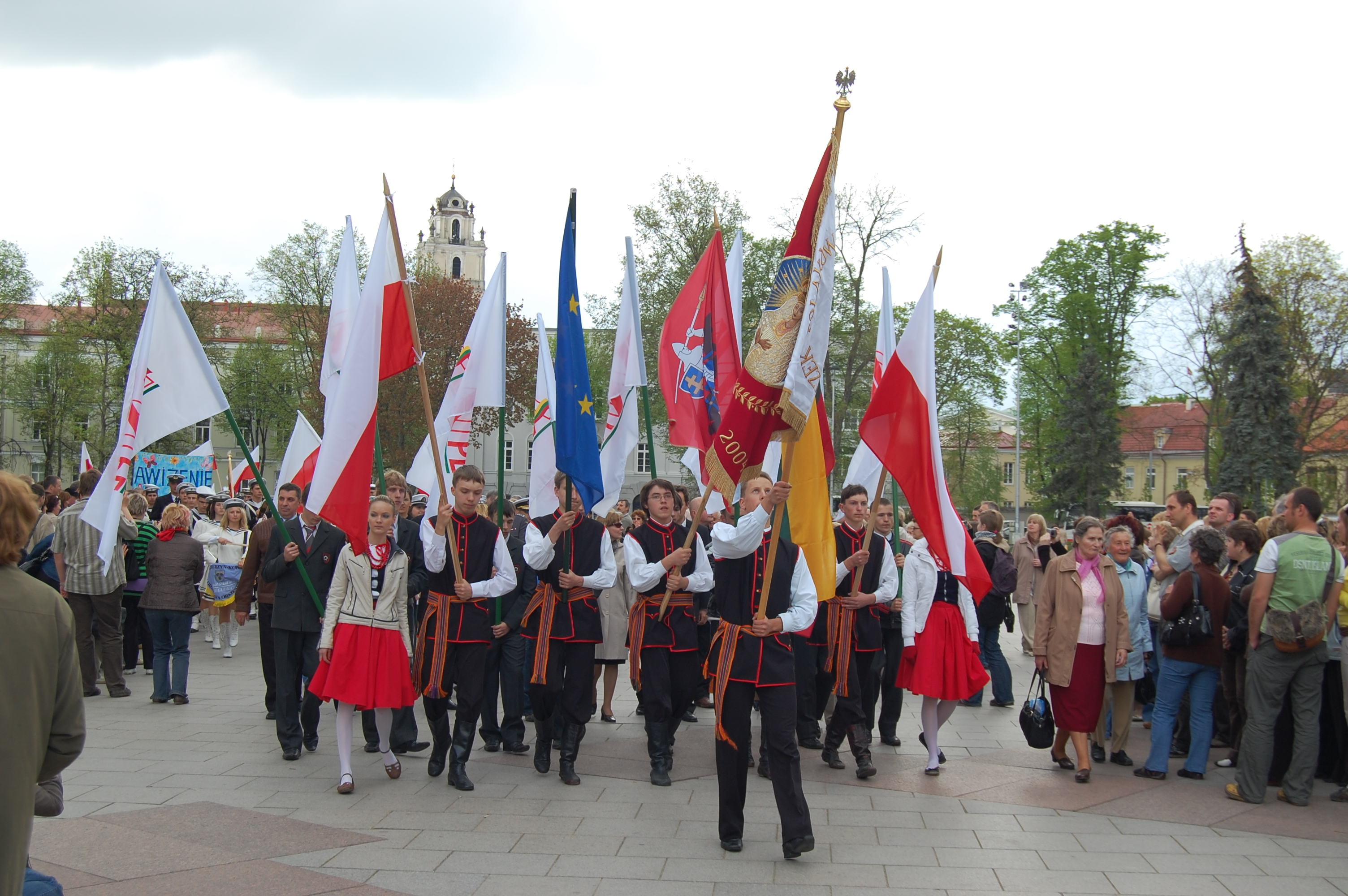
Minoría polaca en Lituania marchando en Vilna

Los polacos en Lituania son la mayor minoría, concentrada en el sureste de Lituania (la región de Vilna). Los rusos en Lituania son la segunda minoría más importante, concentrada sobre todo en dos ciudades. Constituyen minorías importantes en Vilna (12%) y Klaipėda (19,6%), y una mayoría en la ciudad de Visaginas (52%). En Lituania viven unos 3.000 gitanos, sobre todo en Vilna, Kaunas y Panevėžys; sus organizaciones reciben el apoyo del Departamento Nacional de Minorías y Emigración. Durante siglos ha florecido en Lituania una pequeña comunidad tártara.
La lengua oficial es el lituano, pero en algunas zonas hay una importante presencia de lenguas minoritarias, como el polaco, el ruso, el bielorruso y el ucraniano. La mayor presencia de minorías y el uso de estas lenguas se da en el municipio del distrito de Šalčininkai, el municipio del distrito de Vilna y el municipio de Visaginas. El yiddish lo hablan los miembros de la pequeña comunidad judía que queda en Lituania. Las leyes estatales garantizan la educación en lenguas minoritarias y existen numerosas escuelas financiadas con fondos públicos en las zonas pobladas por minorías, siendo el polaco la lengua de enseñanza más extendida.
Según el censo de población lituano de 2011, alrededor del 85% de la población del país habla lituano como lengua materna, el 7,2% es hablante nativo de ruso y el 5,3% de polaco. Alrededor del 39% de los residentes en Lituania hablan ruso como lengua extranjera, el 20% - inglés, el 9% - alemán, el 6% - polaco, el 3% - francés. La mayoría de las escuelas lituanas enseñan inglés como primera lengua extranjera, pero los alumnos también pueden estudiar alemán o, en algunas escuelas, francés o ruso. Alrededor del 80% de los jóvenes lituanos saben hablar inglés en diferentes niveles.

### Religión

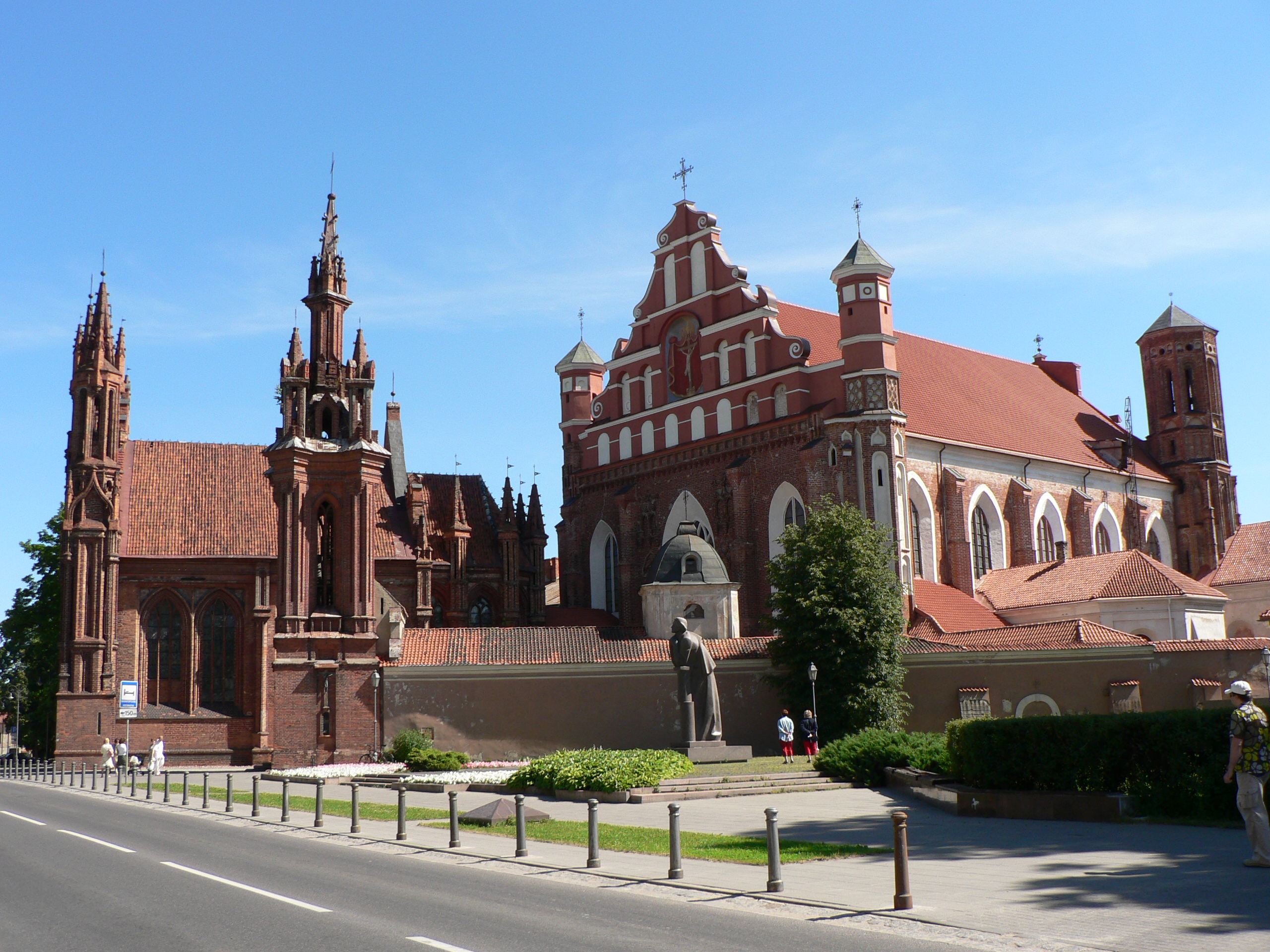
Iglesia de Santa Ana (Vilna).

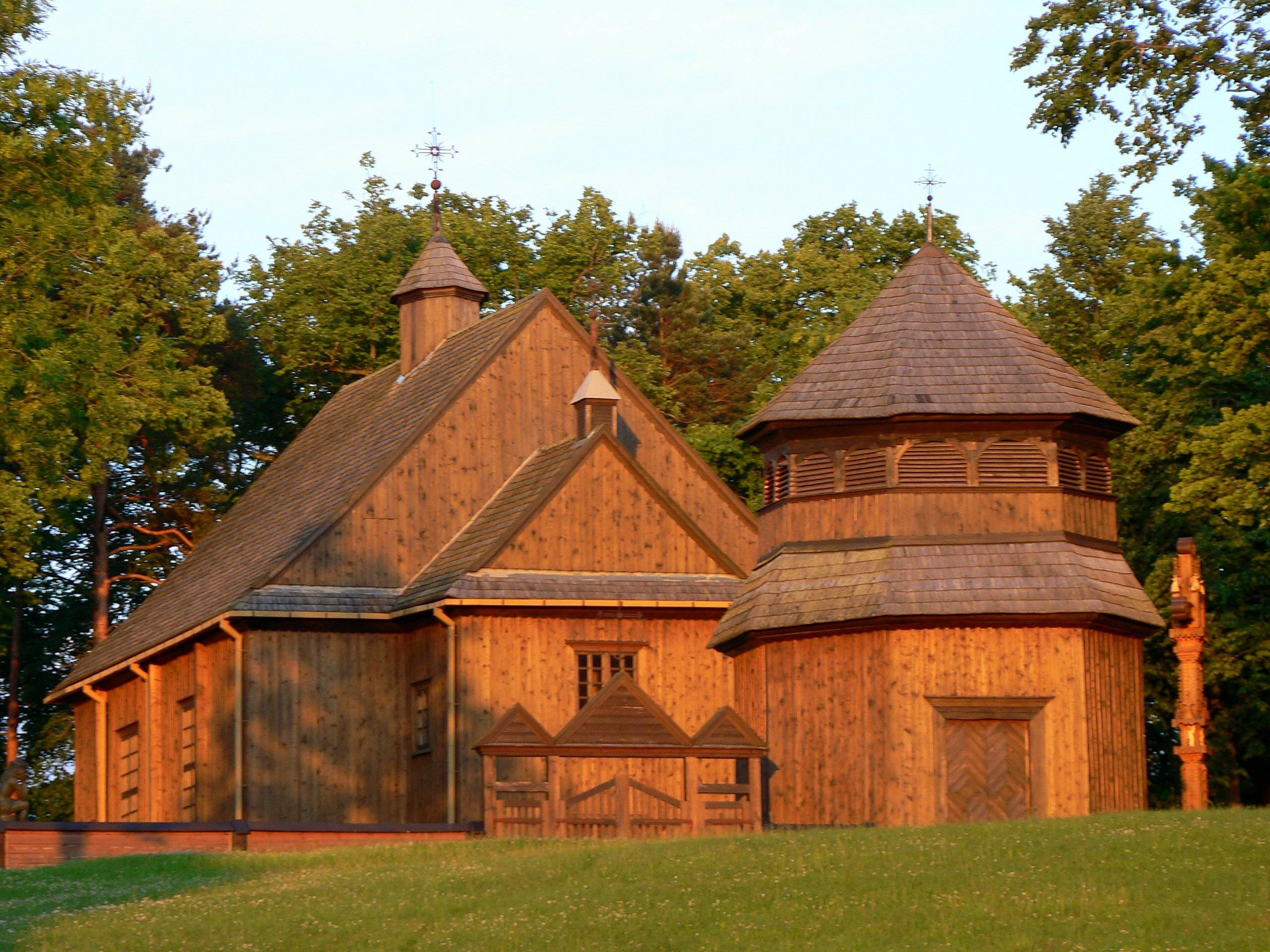
Iglesia de madera en el pueblo de Palūšė, dentro del parque nacional Aukštaitija.

En 2005, más del 84 % de lituanos se autodefinía como cristiano y el 79 % pertenecía a la Iglesia católica. El catolicismo es la denominación mayoritaria, por la cristianización de Lituania hacia el final del siglo XIV y principios del siglo XV. Algunos sacerdotes lideraron la resistencia activa contra el régimen comunista (simbolizado por la Colina de las Cruces).
En la primera mitad del siglo XX la Iglesia cristiana luterana (una Iglesia protestante) tenía alrededor de 200 000 miembros, el 9 % de la población total, aunque el luteranismo se ha reducido desde 1945. Las pequeñas comunidades protestantes están dispersas por todo el norte y el oeste del país. Los creyentes y el clero sufrieron mucho durante la ocupación soviética, con muchos muertos, torturados o deportados a Siberia. Varias iglesias protestantes han establecido misiones en Lituania desde 1990. 4,9 % son cristianos ortodoxos orientales (sobre todo entre la minoría rusa), el 1,9 % son protestantes y el 9,5 % dice no tener religión.
La primera presencia notable del islam en Lituania comenzó en el siglo XIV. A partir de este momento se le asocia principalmente con los tártaros Lipka (también conocidos como los tártaros de Lituania), muchos de los cuales se establecieron en el Gran Ducado de Lituania, mientras continúan sus tradiciones y creencias religiosas.
- Cristianos católicos: 79,0 % (2 752 500).
- Cristianos ortodoxos: 4,1 % (141 800).
- Viejos creyentes: 0,8 % (27 100).
- Cristianos luteranos evangélicos: 0,6 % (19 600).
- Iglesia Reformada: 0,2 % (7100).
- Testigos de Jehová: 0,1 % (3000).
- Musulmanes sunitas: 0,1 % (2900).
- Carismáticos: 0,06 % (2200).
- Pentecostales: 0,04 % (1300).
- Judíos: 0,04 % (1300).
- Antigua religión báltica: 0,04 % (1300).
- Otras religiones: 0,3 % (11 000).

### Idioma
El idioma lituano (lietuvių kalba) es el idioma oficial de Lituania y también está reconocido como una lengua oficial de la Unión Europea. Hay cerca de 3 millones hablantes del lituano dentro del país, y alrededor de 200 000 en el extranjero. El lituano es una lengua báltica, muy cercana al letón, aunque no son mutuamente inteligibles. Para su escritura se utiliza una versión adaptada del alfabeto latino. Se cree que el lituano es una de las lenguas vivas más conservadoras de la familia de lenguas indoeuropeas, ya que mantiene muchas de las características del proto-indoeuropeo.
Las minorías rusa y polaca hablan sus respectivos idiomas (la legislación lituana permite que ambas minorías puedan acceder a educación tanto en ruso como en polaco respectivamente) (falta referencia), estando el ruso aún bastante extendido dentro de la población autóctona lituana.

### Salud
Lituania ofrece asistencia sanitaria gratuita financiada por el Estado a todos los ciudadanos y residentes de larga duración registrados y coexiste con un importante sector sanitario privado. En 2003-2012 se reestructuró la red de hospitales, como parte de una reforma más amplia de los servicios sanitarios. Se inició en 2003-2005 con la ampliación de los servicios ambulatorios y la atención primaria. En 2016, Lituania ocupó el puesto 27 de Europa en el índice de consumo sanitario del Euro, una clasificación de los sistemas sanitarios europeos basada en el tiempo de espera, los resultados y otros indicadores.

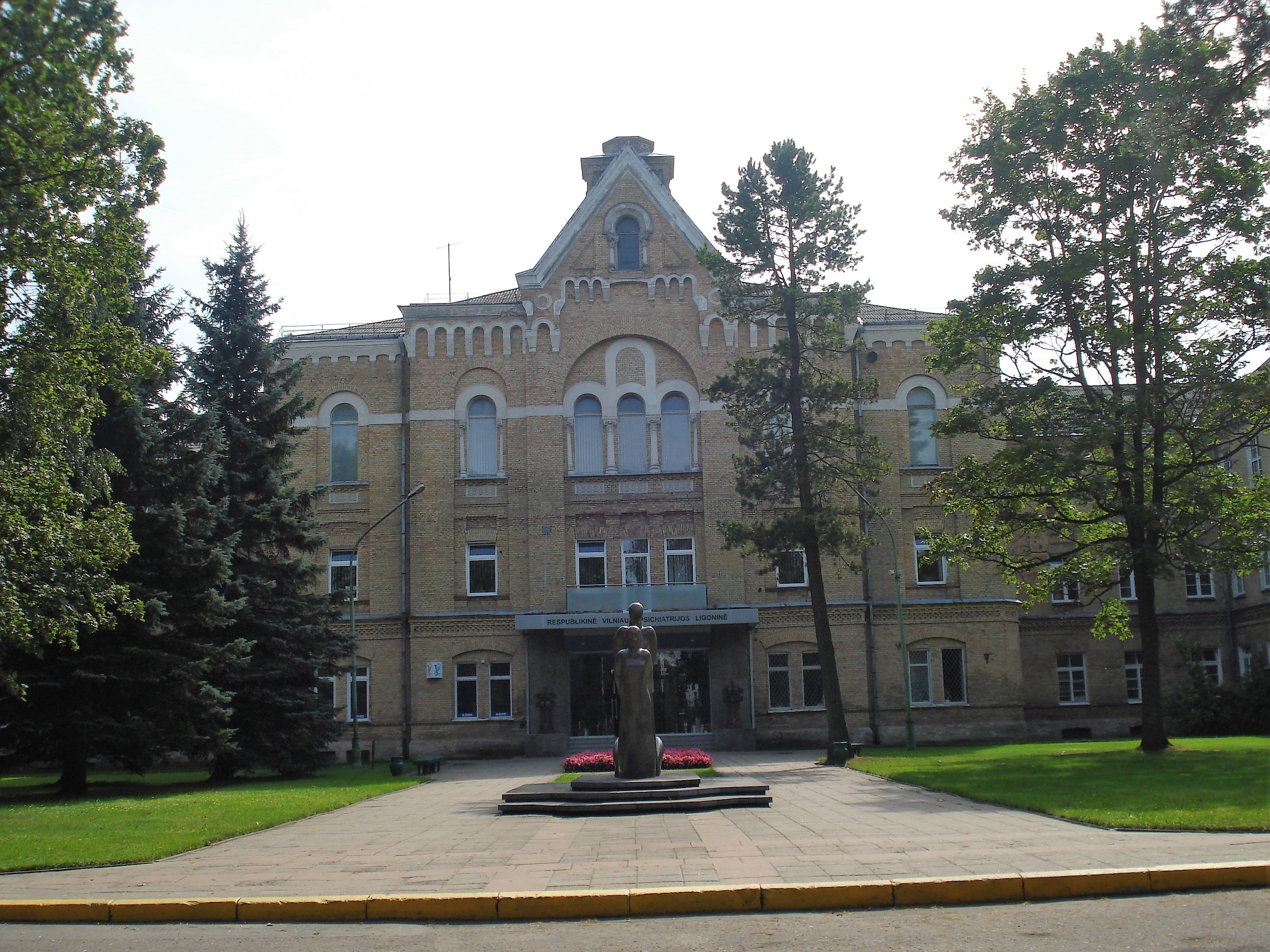
Hospital Psiquiátrico de Vilna

En 2019 la esperanza de vida lituana al nacer era de 76,0 años (71,2 años para los hombres y 80,4 para las mujeres) y la tasa de mortalidad infantil era de 2,99 por cada 1000 nacimientos. La tasa de crecimiento anual de la población aumentó un 0,3% en 2007. Lituania experimentó un dramático aumento de los suicidios en la década de los 90. Desde entonces, la tasa de suicidios ha ido disminuyendo constantemente, pero sigue siendo la más alta de la UE y de la OCDE. La tasa de suicidios en 2019 es de 20,2 por cada 100.000 personas. El suicidio en Lituania ha sido objeto de investigación, pero se cree que las principales razones detrás de la alta tasa son tanto psicológicas como económicas, entre ellas: las transformaciones sociales y las recesiones económicas, el alcoholismo, la falta de tolerancia en la sociedad, el acoso escolar.
En el año 2000, la gran mayoría de las instituciones sanitarias lituanas eran empresas sin ánimo de lucro y se desarrolló un sector privado que ofrecía, sobre todo, servicios ambulatorios que se pagaban de bolsillo. El Ministerio de Sanidad también gestiona algunos centros sanitarios y participa en la gestión de los dos principales hospitales universitarios lituanos. Es responsable del Centro Estatal de Salud Pública, que gestiona la red de salud pública, que incluye diez centros de salud pública de condado con sus sucursales locales. Los diez condados gestionan los hospitales comarcales y los centros sanitarios especializados.
Existe un seguro médico obligatorio para los residentes en Lituania. Hay 5 cajas territoriales de seguro de enfermedad, que cubren Vilna, Kaunas, Klaipėda, Šiauliai y Panevėžys. Las cotizaciones de las personas económicamente activas ascienden al 9 % de los ingresos.
Los servicios médicos de urgencia son gratuitos para todos los residentes. El acceso a la atención secundaria y terciaria, como el tratamiento hospitalario, se realiza normalmente a través de la derivación de un médico de cabecera. Lituania también tiene uno de los precios de la atención sanitaria más bajos de Europa.

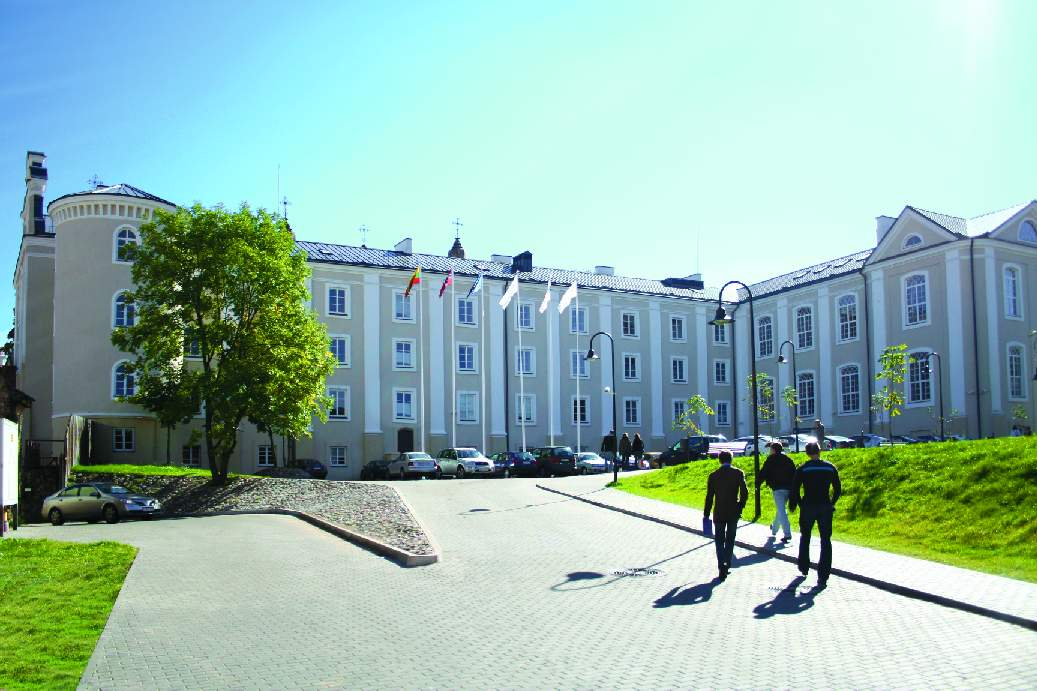
Universidad de Gestión y Economía de Vilna

### Educación
La Constitución de Lituania ordena una educación de diez años que finaliza a los 16 años y garantiza una educación superior pública y gratuita para los estudiantes considerados "buenos" El Ministerio de Educación y Ciencia de la República de Lituania propone políticas y objetivos educativos nacionales que luego se votan en el Seimas. Las leyes regulan la estrategia educativa a largo plazo junto con las leyes generales sobre las normas de la educación superior, la formación profesional, el derecho y la ciencia, la educación de adultos y la educación especial. El 5,4% del PIB o el 15,4% del gasto público total se destinó a la educación en 2016.
Según el Banco Mundial, la tasa de alfabetización de los lituanos mayores de 15 años es del 100%. Las tasas de asistencia a la escuela están por encima de la media de la UE y el abandono escolar es menos frecuente que en la UE. Según Eurostat, Lituania está a la cabeza de los países de la Unión Europea en cuanto a personas con educación secundaria (93,3 %) Según los datos de la OCDE, Lituania se encuentra entre los 5 primeros países del mundo en cuanto a nivel de educación postsecundaria (terciaria). En 2016, el 54,9 % de la población de entre 25 y 34 años, y el 30. El porcentaje de personas de 25 a 64 años con estudios superiores en los campos STEM (ciencia, tecnología, ingeniería y matemáticas) en Lituania estaba por encima de la media de la OCDE (29% y 26% respectivamente), al igual que en los campos de negocios, administración y derecho (25% y 23% respectivamente).

## Infraestructura

### Telecomunicaciones
Lituania cuenta con una infraestructura de comunicaciones bien desarrollada. El país cuenta con 2,8 millones de ciudadanos y 5 millones de tarjetas SIM. La mayor red móvil LTE (4G) cubre el 97% del territorio lituano. El uso de líneas telefónicas fijas ha disminuido rápidamente debido a la rápida expansión de los servicios móviles-celulares.
En 2017, Lituania se situó entre los 30 primeros países del mundo por velocidad media de banda ancha móvil y entre los 20 primeros por velocidad media de banda ancha fija. Lituania también se situó entre los 7 primeros en 2017 en la lista de países por penetración de 4G LTE. En 2016, Lituania ocupó el puesto 17 en el índice de participación electrónica de las Naciones Unidas.
Hay cuatro centros de datos TIER III en Lituania. Lituania es el 44.º país del mundo en cuanto a densidad de centros de datos, según Cloudscene.
El proyecto a largo plazo (2005-2013) - Desarrollo de la Red de Banda Ancha para Zonas Rurales (RAIN) se puso en marcha con el objetivo de proporcionar a los residentes, a las autoridades estatales y municipales y a las empresas acceso de banda ancha por fibra óptica en las zonas rurales. La infraestructura de RAIN permite a 51 operadores de comunicaciones prestar servicios de red a sus clientes. El proyecto fue financiado por la Unión Europea y el Gobierno lituano. El 72% de los hogares lituanos tiene acceso a internet, una cifra que en 2017 se situaba entre las más bajas de la UE y que en 2016 ocupaba el puesto 97 del CIA World Factbook. Se espera que el número de hogares con acceso a internet aumente y alcance el 77% en 2021. Casi el 50 % de los lituanos tenían teléfonos inteligentes en 2016, una cifra que se espera que aumente al 65 % en 2022. Lituania tiene la tasa de penetración de FTTH (fibra hasta el hogar) más alta de Europa (36,8 % en septiembre de 2016), según el FTTH Council Europe.

### Transporte

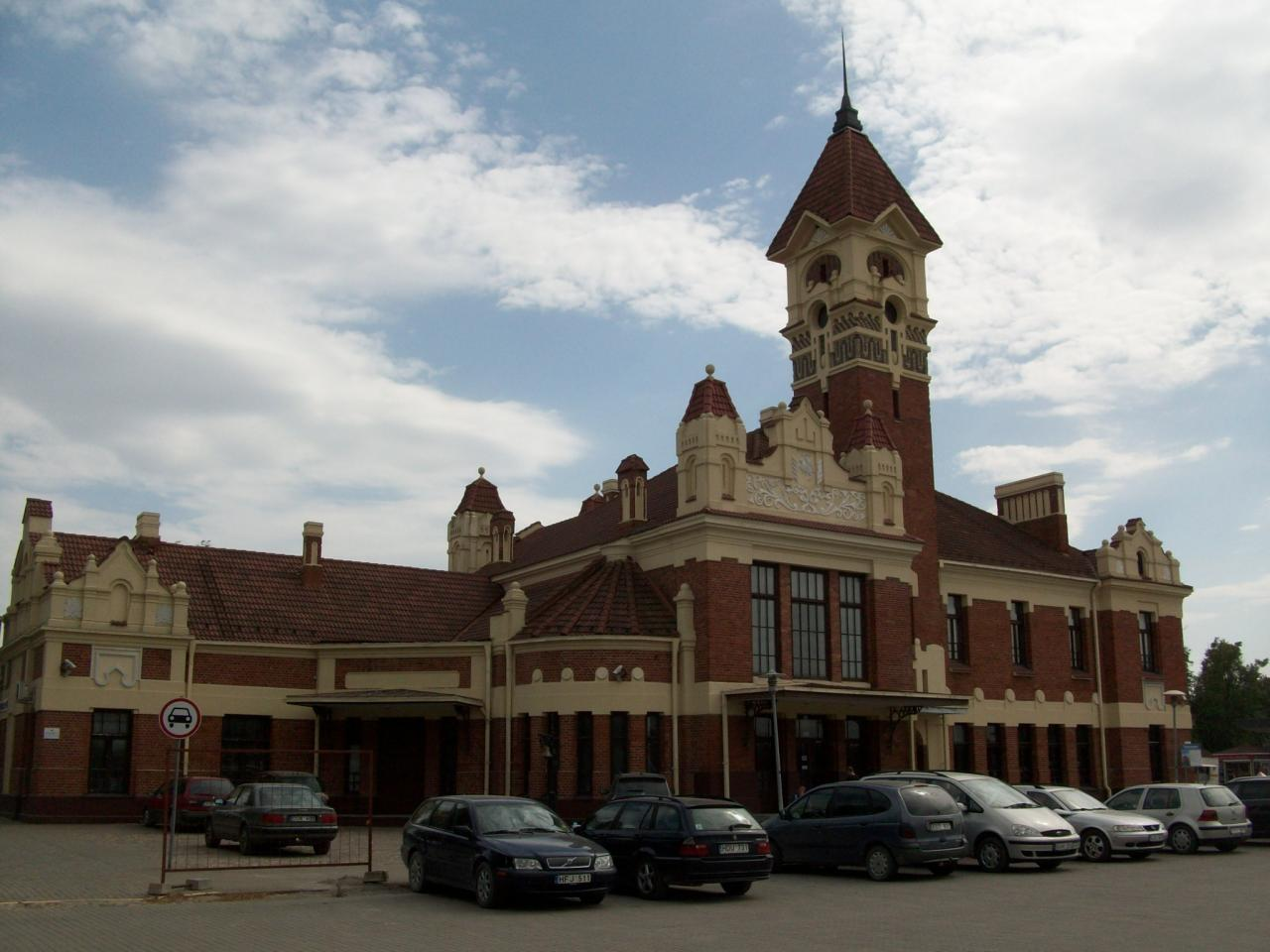
Estación ferroviaria de Marijampole

Lituania recibió su primera conexión ferroviaria a mediados del siglo XIX, cuando se construyó el ferrocarril Varsovia - San Petersburgo. Incluía un tramo desde Daugavpils, pasando por Vilna y Kaunas, hasta Virbalis. El primer y único túnel que aún funciona se terminó en 1860.
El transporte ferroviario en Lituania consta de 1.762 km de ferrocarril de ancho ruso de 1.520 mm, de los cuales 122 km están electrificados. Esta red ferroviaria es incompatible con el ancho de vía estándar europeo y requiere el cambio de trenes. Sin embargo, la red ferroviaria lituana también cuenta con 115 km (71 mi) de líneas de ancho estándar. Más de la mitad de todo el transporte interior de mercancías en Lituania se realiza por ferrocarril. Está en construcción el ferrocarril transeuropeo de ancho estándar Rail Baltica, que unirá Helsinki-Tallin-Riga-Kaunas-Varsovia y continuará hasta Berlín en Alemania. En 2017, Lietuvos Geležinkeliai, una empresa que opera la mayoría de las líneas ferroviarias en Lituania, recibió una sanción de la UE por infringir las leyes antimonopolio de la UE y restringir la competencia.
El transporte es el tercer sector más importante de la economía lituana. Las empresas de transporte lituanas llamaron la atención en 2016 y 2017 con enormes pedidos de camiones que batieron récords. Casi el 90% del tráfico comercial de camiones en Lituania es de transporte internacional, el más alto de cualquier país de la UE.
Lituania cuenta con una amplia red de autopistas. El FEM califica las carreteras lituanas con un 4,7 / 7,0 y la autoridad vial lituana (LAKD) con un 6,5 / 10,0.
El puerto de Klaipėda es el único puerto de carga comercial de Lituania. En 2011 se manejaron 45,5 millones de toneladas de carga (incluyendo las cifras de la terminal petrolera de Būtingė). El Puerto de Klaipėda está fuera de los 20 puertos más grandes de la UE, pero es el octavo puerto más grande de la región del Mar Báltico con planes de expansión en curso.

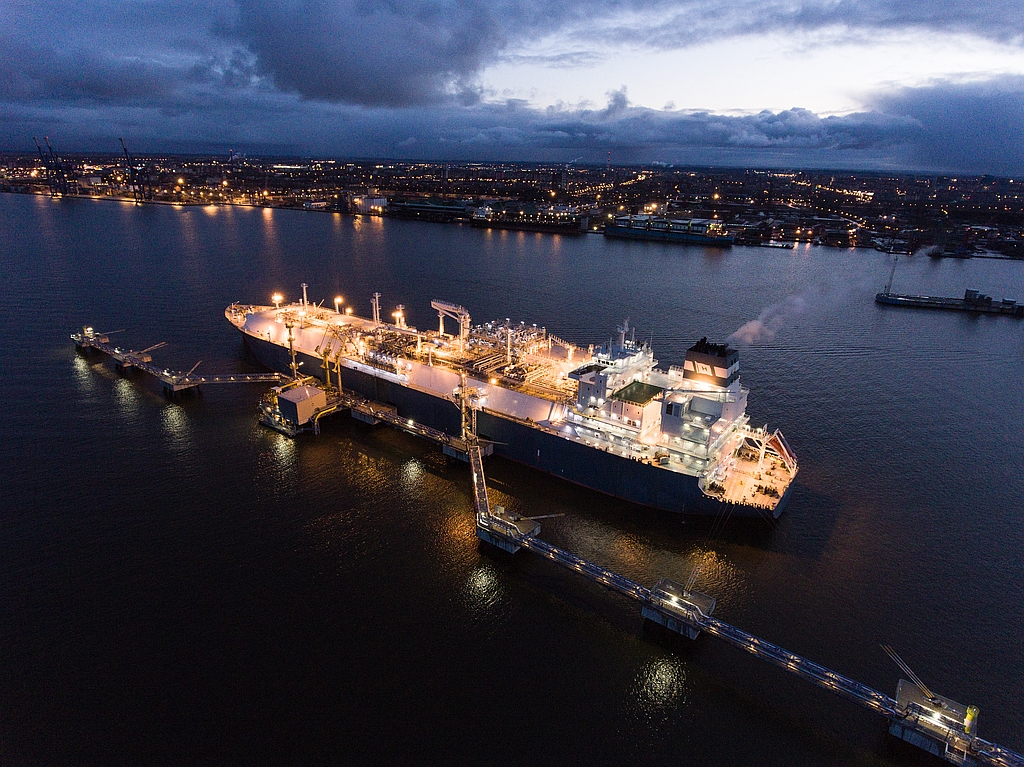
La FSRU Independence, un buque de transporte de gas natural licuado en el Puerto de Klaipėda

### Energía
La diversificación sistemática de las importaciones y los recursos energéticos es la estrategia energética clave de Lituania. Los objetivos a largo plazo se definieron en la estrategia nacional de independencia energética en 2012 por el Lietuvos Seimas. Se estimó que las iniciativas estratégicas de independencia energética costarán entre 6.300 y 7.800 millones de euros en total y proporcionarán un ahorro anual de entre 900 y 1.100 millones de euros.
Tras el desmantelamiento de la central nuclear de Ignalina, Lituania pasó de ser exportadora a importadora de electricidad. La unidad n.º 1 se cerró en diciembre de 2004, como condición para la entrada de Lituania en la Unión Europea; la unidad n.º 2 se cerró el 31 de diciembre de 2009. Se ha propuesto la construcción de una nueva central nuclear en Lituania, la central de Visaginas. Sin embargo, un referéndum no vinculante celebrado en octubre de 2012 empañó las perspectivas del proyecto de Visaginas, ya que el 63% de los votantes dijo no a una nueva central nuclear.
La principal fuente de energía eléctrica del país es la central eléctrica de Elektrėnai. Otras fuentes primarias de energía eléctrica de Lituania son la central de almacenamiento por bombeo de Kruonis y la central hidroeléctrica de Kaunas. La central de almacenamiento por bombeo de Kruonis es la única central eléctrica de los países bálticos que se utiliza para regular el funcionamiento del sistema eléctrico, con una capacidad de generación de 900 MW durante al menos 12 horas. En 2015, el 66% de la energía eléctrica era importada. La primera planta de calefacción geotérmica (Planta de Demostración Geotérmica de Klaipėda) de la región del mar Báltico se construyó en 2004.
A finales de 2015 se pusieron en marcha la interconexión eléctrica submarina Lituania-Suecia NordBalt y la interconexión eléctrica LitPol Link.
Para acabar con el monopolio de Gazprom en el mercado del gas natural de Lituania, en 2014 se construyó en el puerto de Klaipėda la primera terminal de importación de GNL a gran escala (Klaipėda LNG FSRU) de la región del Báltico. La terminal de GNL de Klaipėda recibió el nombre de Independence, destacando así el objetivo de diversificar el mercado energético de Lituania. La empresa noruega Equinor suministra 540 millones de metros cúbicos (19.000 millones de pies cúbicos) de gas natural al año desde 2015 hasta 2020. La terminal puede satisfacer la demanda de Lituania al 100%, y la de Letonia y Estonia al 90% en el futuro.
La interconexión de gas Polonia-Lituania (GIPL), también conocida como gasoducto Lituania-Polonia, es un proyecto de interconexión de gas natural entre Lituania y Polonia que se espera que esté terminado en 2019. En 2018 se ha iniciado la sincronización de la red eléctrica de los Estados bálticos con la red sincrónica de Europa continental.
En 2016, el 20,8% de la electricidad consumida en Lituania procedía de fuentes renovables.

## Cultura

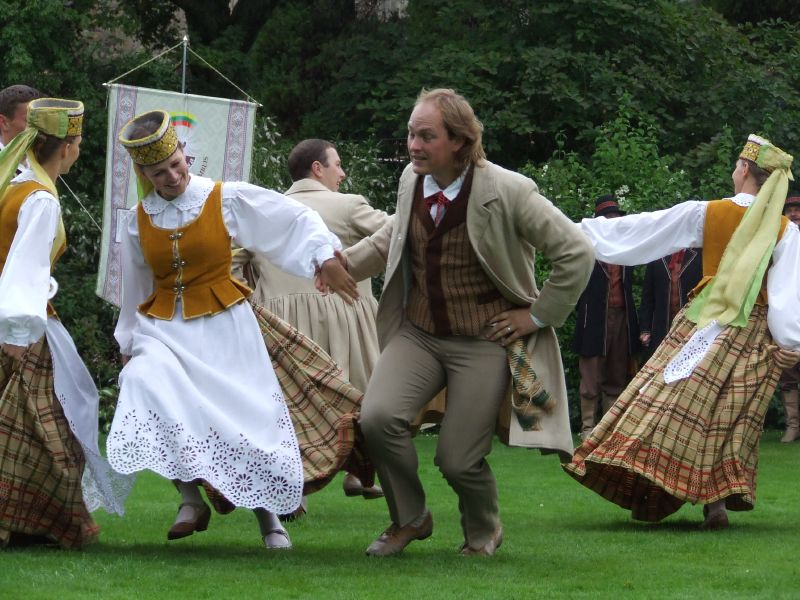
Danza tradicional

La cultura de Lituania combina la herencia nativa, representada por el idioma lituano, con aspectos culturales nórdicos y tradiciones cristianas resultantes de sus vínculos históricos con Polonia. Si bien existen similitudes lingüísticas y fuertes vínculos culturales con Letonia, en varios momentos de su historia Lituania recibió influencia de las culturas nórdica, germánica y eslava. Varios cambios culturales adicionales se han dado en este país báltico a partir de la recuperación de la independencia en 1991, tras haber sido ocupado y anexado en 1940 por la desaparecida Unión Soviética.

### Literatura
Durante la Edad Media se escribió literatura en latín. Los edictos del rey Mindaugas son ejemplo de ello. Otro ejemplo son las Cartas de Gediminas. En el siglo XVI se editan las primeras obras en idioma lituano aunque la mayoría de las obras lituanas han sido escritas en polaco. En 1547 Martynas Mažvydas publicó el primer libro en idioma lituano, Las Simples palabras del Catecismo.

### Arte
El Arte Lituano nace en las residencias de la nobleza, los palacios e iglesias, donde se emprende el arte decorativo gráfico aplicado y el arte religioso, que florecieron en el siglo XX, entre las 2 guerras mundiales, las esculturas artísticas trabajadas con vidrio, el tallado con madera que aún se ve en los artesanos rurales y las iglesias, también el trabajo con barro, hierro y cuerdas, con cierto sentido de la monumentalidad y con influencias del Expresionismo Alemán, una clara ilustre de estos trabajos como Nijolė Šivickas lituana de nacimiento, radicada en Colombia.

### Arquitectura

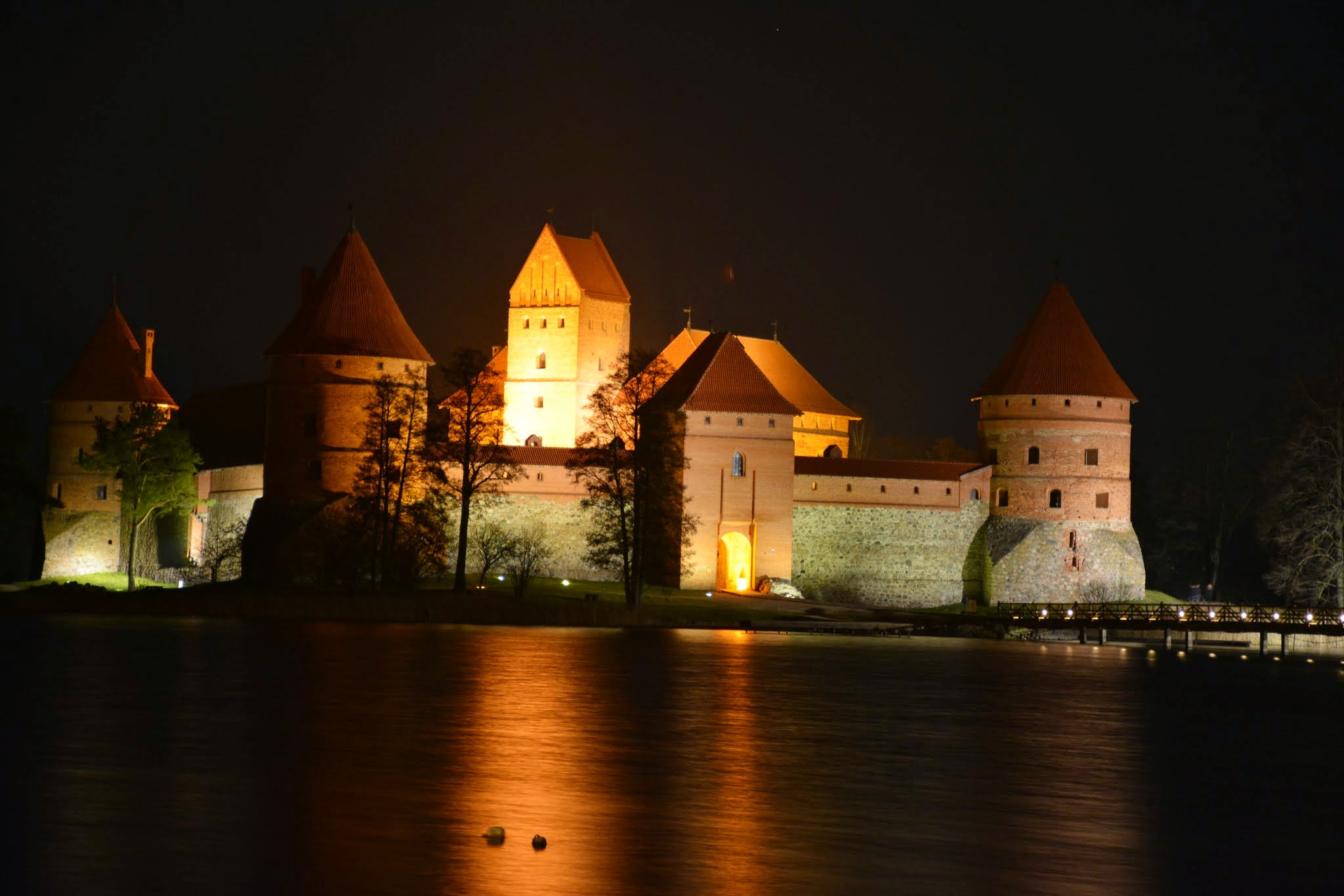
Castillo de la Isla de Trakai

Varios arquitectos famosos relacionados con Lituania destacan por sus logros en el campo de la arquitectura. Johann Christoph Glaubitz, Marcin Knackfus, Laurynas Gucevičius y Karol Podczaszyński contribuyeron a la introducción de los movimientos arquitectónicos barroco y neoclásico en la arquitectura lituana durante los siglos XVII a XIX. Vilna está considerada como la capital del barroco de Europa del Este. El casco antiguo de Vilna, repleto de asombrosas iglesias y otros edificios barrocos, es Patrimonio de la Humanidad de la UNESCO.
Lituania también es conocida por sus numerosos castillos. En Lituania existen unos veinte castillos. Algunos castillos tuvieron que ser reconstruidos o sobreviven parcialmente. Muchos palacios históricos y casas señoriales de los nobles lituanos han permanecido hasta nuestros días y han sido reconstruidos. La vida aldeana lituana ha existido desde los tiempos de Vytautas el Grande. Zervynos y Kapiniškės son dos de los muchos pueblos etnográficos de Lituania. Rumšiškės es un museo de espacio abierto donde se conserva la antigua arquitectura etnográfica.
Durante el periodo de entreguerras, en la capital temporal de Lituania, Kaunas, se construyeron edificios de estilo Art Decó y del Romanticismo Nacional Lituano. Su arquitectura está considerada como uno de los mejores ejemplos del Art Decó europeo y ha recibido el Sello de Patrimonio Europeo.

### Cine

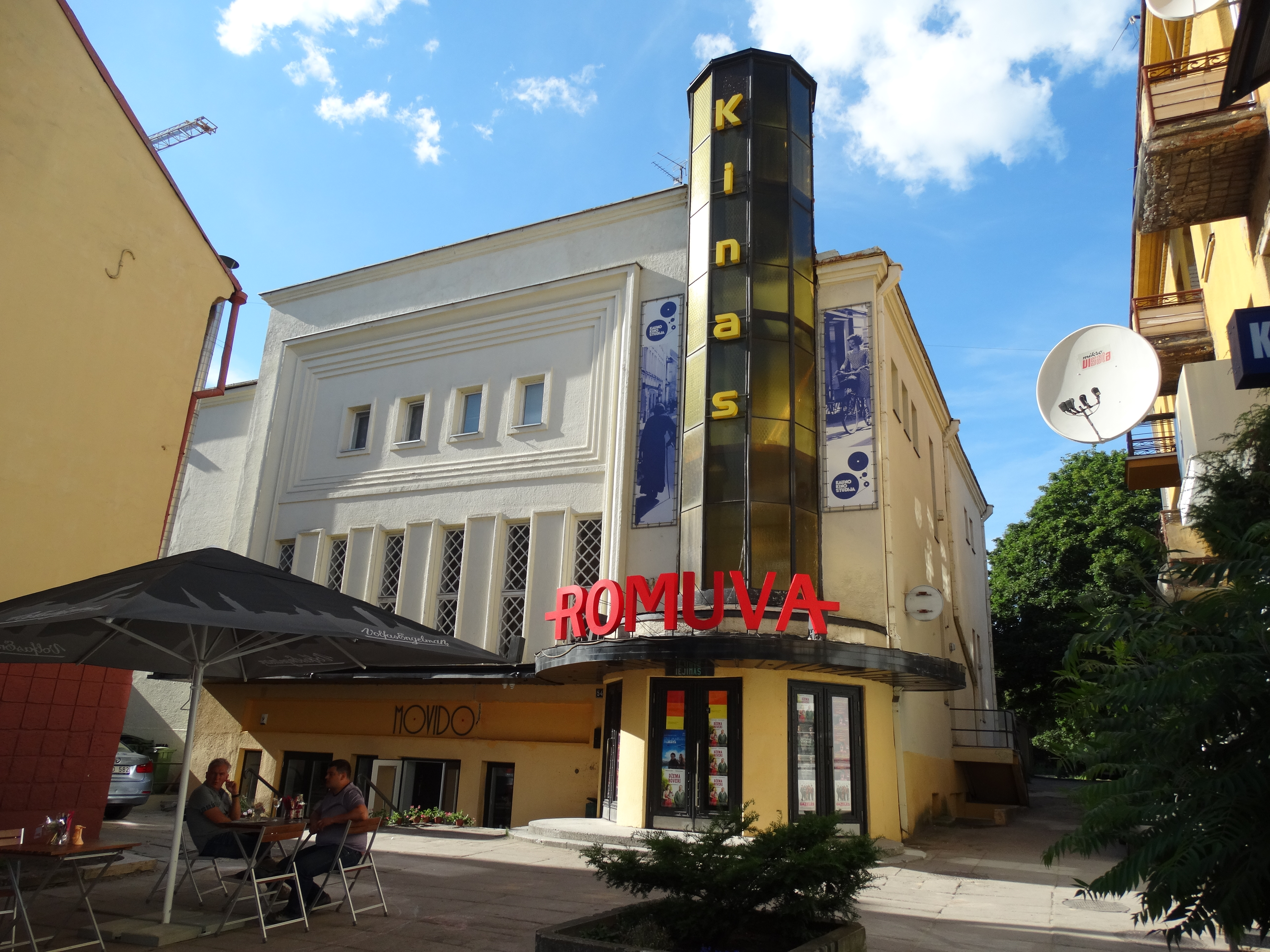
El cine Romuva, el más antiguo en Lituania aún en funcionamiento

El 28 de julio de 1896, realizó una sesión de fotografía en la Sala de Conciertos del Jardín Botánico de la Universidad de Vilna. Al cabo de un año, se pudieron ver películas estadounidenses similares con la incorporación de discos fonográficos especiales que también proporcionaban sonido. En 1909, los pioneros del cine lituano Antanas Račiūnas y Ladislas Starevich estrenaron sus primeras películas. Pronto las grabaciones de los Račiūnas sobre las vistas de Lituania se hicieron muy populares entre los lituanos estadounidenses en el extranjero.
En 1925, Pranas Valuskis filmó la película Naktis Lietuvoje (Noche en Lituania) sobre contrabandistas de libros lituanos que dejó la primera huella lituana brillante en Hollywood. La película lituana estadounidense más significativa y madura de la época Aukso žąsis (Ganso de oro) fue creada en 1965 por Birutė Pūkelevičiūtė que presentaba motivos de los cuentos de los hermanos Grimm. En 1940 se inauguró en Kaunas el cine Romuva, que actualmente es el más antiguo que sigue en funcionamiento en Lituania. Tras la ocupación del país, las películas se utilizaron principalmente para fines de propaganda soviética, aunque Almantas Grikevičius, Gytis Lukšas, Henrikas Šablevičius, Arūnas Žebriūnas y Raimondas Vabalas fueron capaces de superar los obstáculos y crear películas valiosas. Tras el restablecimiento de la independencia, Šarūnas Bartas, Audrius Stonys, Arūnas Matelis, Audrius Juzėnas, Algimantas Puipa, Janina Lapinskaitė, Dijana y su marido Kornelijus Matuzevičius obtuvieron éxito en festivales de cine internacionales.
En 2018 se vendieron en Lituania 4.265.414 entradas de cine con un precio medio de 5,26 euros.

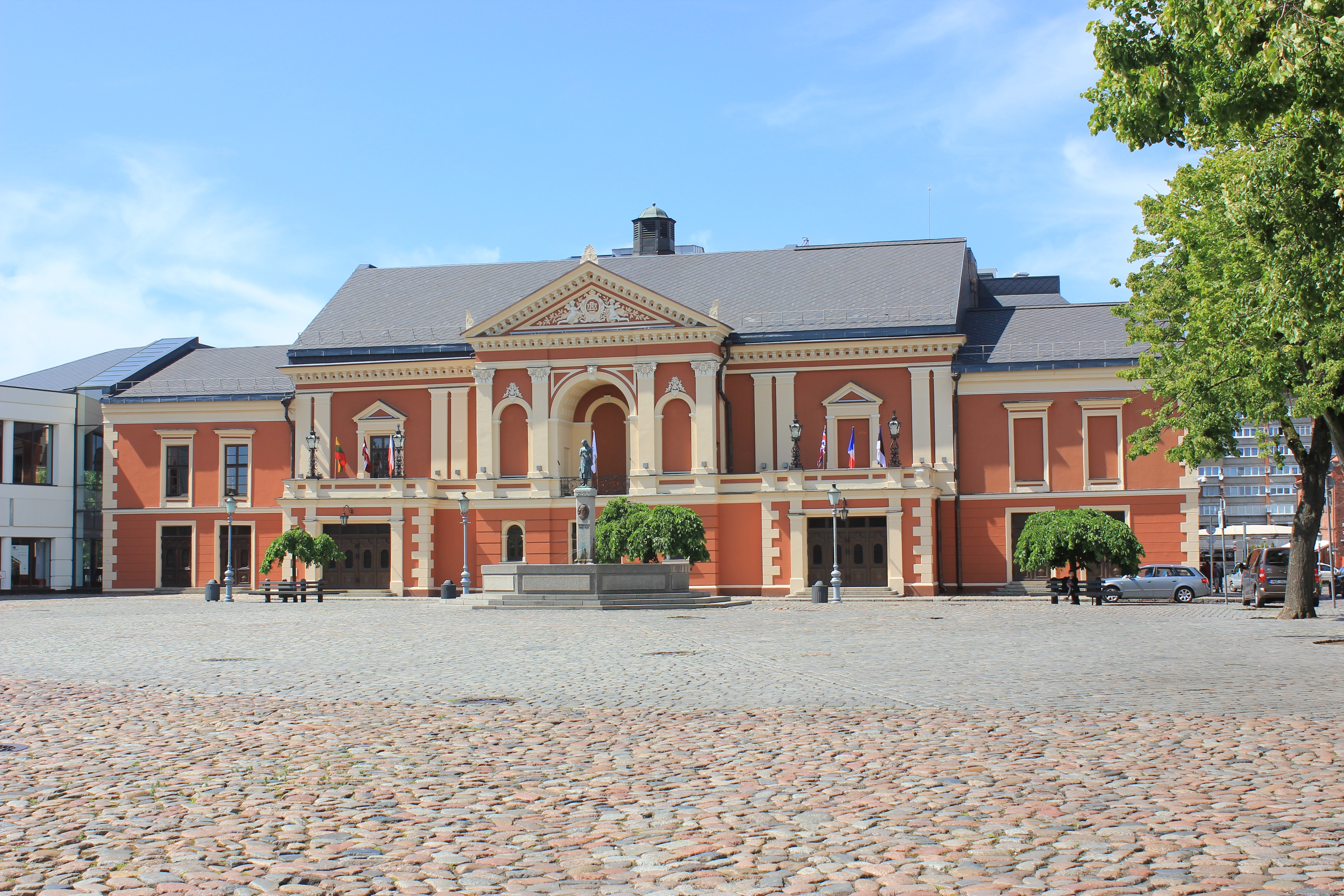
Teatro dramático de Klaipeda

### Teatro
Lituania tiene algunos directores de teatro famosos y conocidos en el país y en el extranjero. Uno de ellos es Oskaras Koršunovas. Ha sido galardonado más de cuarenta veces con premios especiales. Posiblemente, el premio más prestigioso es la Gran Cruz de Comandante de Suecia: Orden de la Estrella Polar. Hoy en día, los teatros más famosos de Lituania están en Vilna, Kaunas, Klaipėda y Panevėžys. Incluyendo el Teatro Dramático Nacional de Lituania, el Keistuolių teatras (Teatro de los fenómenos) de Vilna, el Teatro Dramático Nacional de Kaunas, el Teatro de Oskaras Koršunovas, el Teatro Dramático de Klaipėda, el Teatro de Gytis Ivanauskas, el Teatro Dramático de Miltinis en Panevėžys, el Teatro de las Muñecas, el Teatro Dramático Ruso y otros.
Hay festivales de teatro muy populares, como Sirenos, TheATRIUM, Nerk į teatrą (Sumérgete en el teatro) y otros. Las figuras que dominan el mundo del teatro lituano son directores como Eimuntas Nekrošius, Jonas Vaitkus, Cezaris Graužinis, Gintaras Varnas, Dalia Ibelhauptaitė, Artūras Areima; numerosos actores reconocidos como Dainius Gavenonis, Rolandas Kazlas, Saulius Balandis, Gabija Jaraminaitė y muchos otros.

### Música

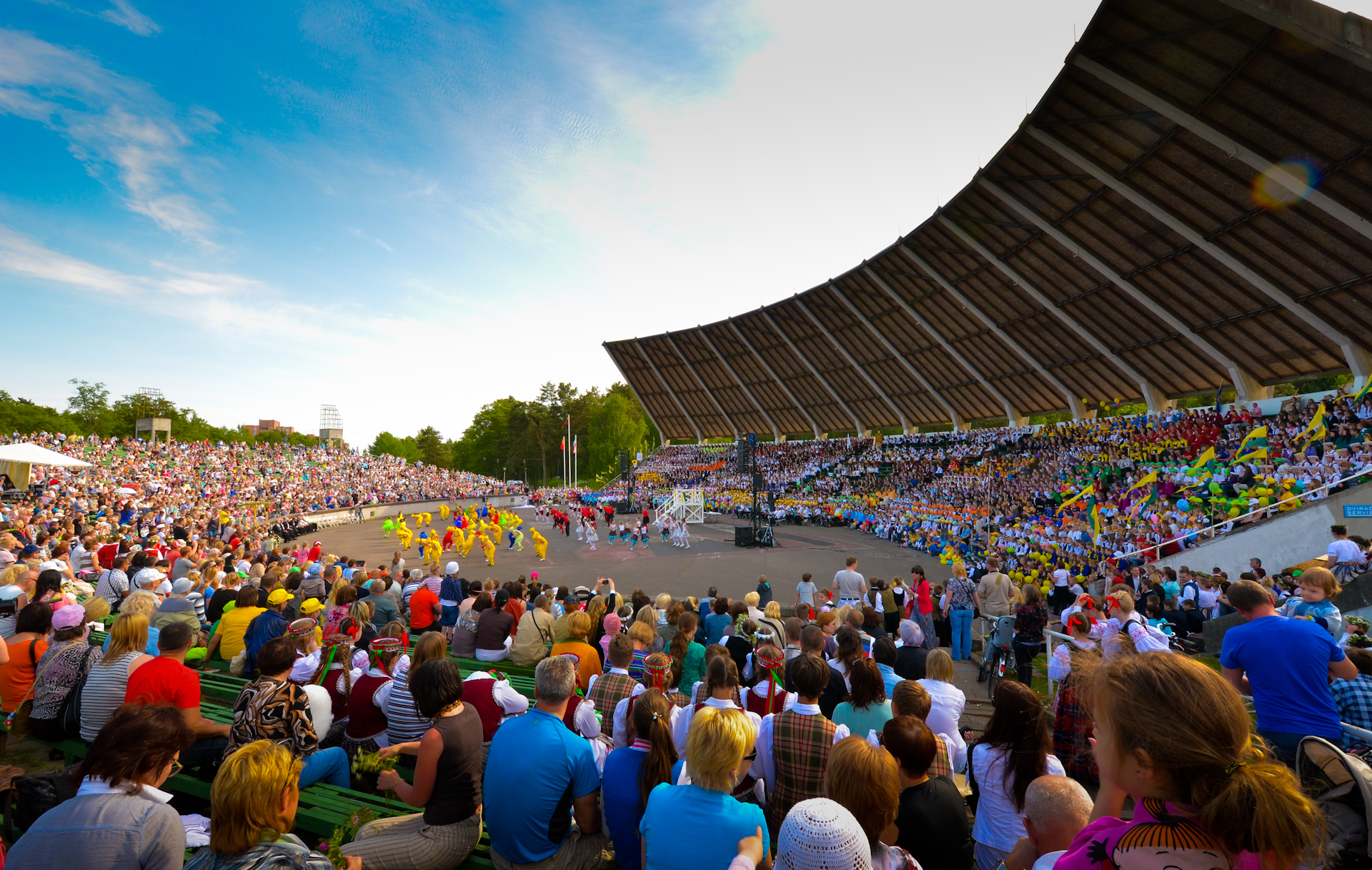
Festival de la canción de Lituania en Klaipeda

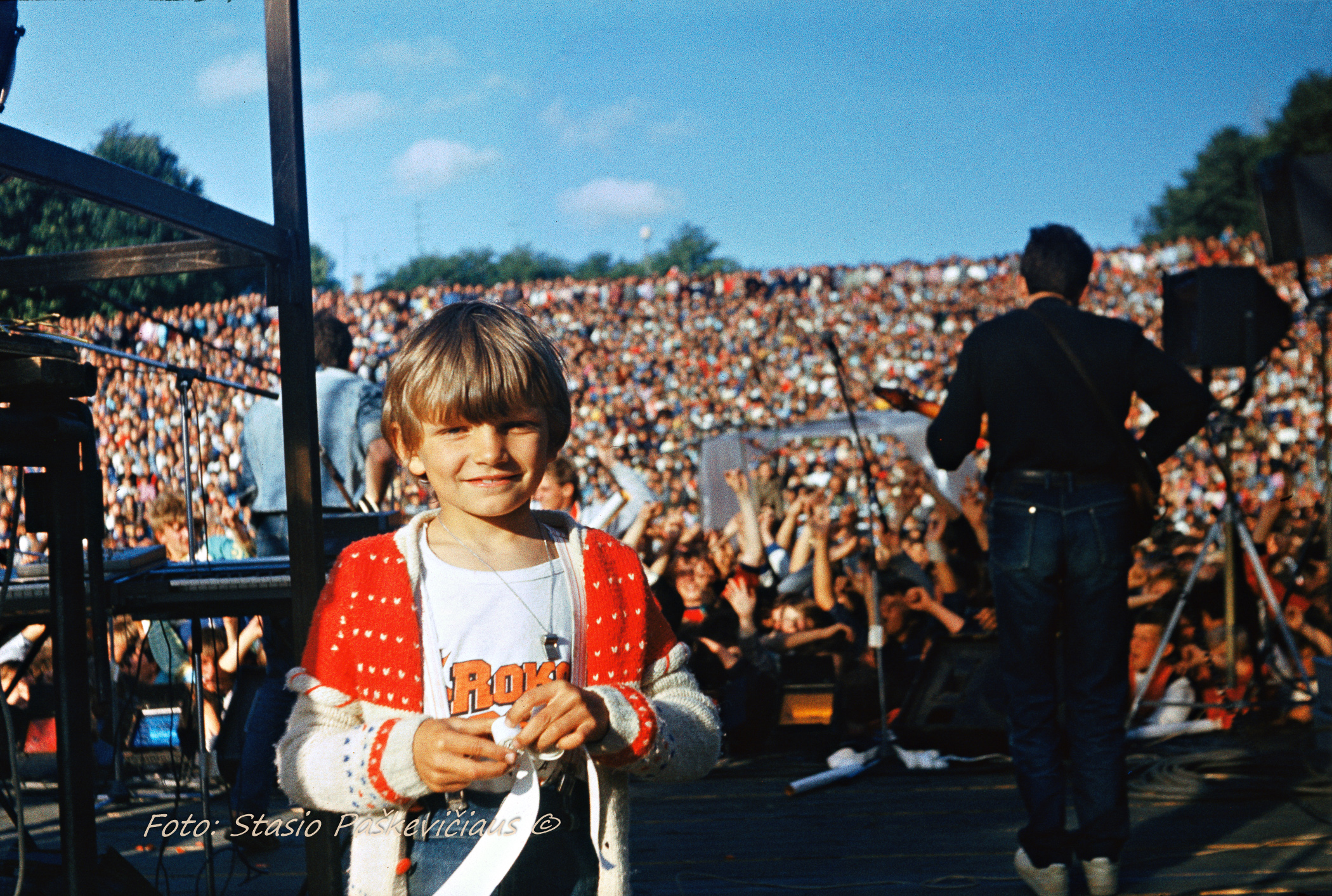
Niño sonriendo en concierto en Šiauliai en 1987.

La música folclórica lituana pertenece a la rama musical báltica que está relacionada con la cultura neolítica de la cerámica de cuerda. En las zonas habitadas por los lituanos confluyen dos culturas de instrumentos: de cuerda (kanklių) y de viento. La música folclórica lituana es arcaica, utilizada sobre todo con fines rituales, y contiene elementos de fe pagana. Hay tres estilos antiguos de canto en Lituania relacionados con las regiones etnográficas: monofonía, heterofonía y polifonía. Los géneros de la canción folclórica son: Sutartinės (Canciones a varias voces), Canciones de boda, Canciones de tiempo histórico-bélico, Canciones de ciclo y ritual del calendario y Canciones de trabajo.
Los artistas italianos organizaron la primera ópera en Lituania el 4 de septiembre de 1636 en el Palacio de los Grandes Duques por orden de Władysław IV de Polonia. Actualmente, las óperas se representan en el Teatro Nacional de Ópera y Ballet de Lituania y también por la compañía independiente Vilnius City Opera.
Mikalojus Konstantinas Čiurlionis es el pintor y compositor lituano más reconocido. Durante su corta vida creó unas 200 piezas musicales. Sus obras han tenido una profunda influencia en la cultura lituana moderna. Sus poemas sinfónicos En el bosque (Miške) y El mar (Jūra) solo se interpretaron de forma póstuma. Čiurlionis contribuyó al simbolismo y al art nouveau y fue representativo de la época fin de siècle. Se le considera uno de los pioneros del arte abstracto en Europa.
En Lituania, la música coral es muy importante. Vilnius es la única ciudad con tres coros galardonados (Brevis, Jauna Muzika y Coro de Cámara del Conservatorio) en el Gran Premio Europeo de Canto Coral. Existe una larga tradición del Dainų šventė (Festival de Canción y Danza de Lituania). El primero tuvo lugar en Kaunas en 1924. Desde 1990, el festival se organiza cada cuatro años y convoca a unos 30.000 cantantes y bailarines folclóricos de distintos niveles profesionales y grupos de edad de todo el país. En 2008, el Festival de la Canción y la Danza de Lituania, junto con sus versiones letona y estonia, fue inscrito como Obra Maestra del Patrimonio Oral e Inmaterial de la Humanidad de la UNESCO. El Gatvės muzikos diena (Día de la Música en la Calle) reúne anualmente a músicos de diversos géneros.

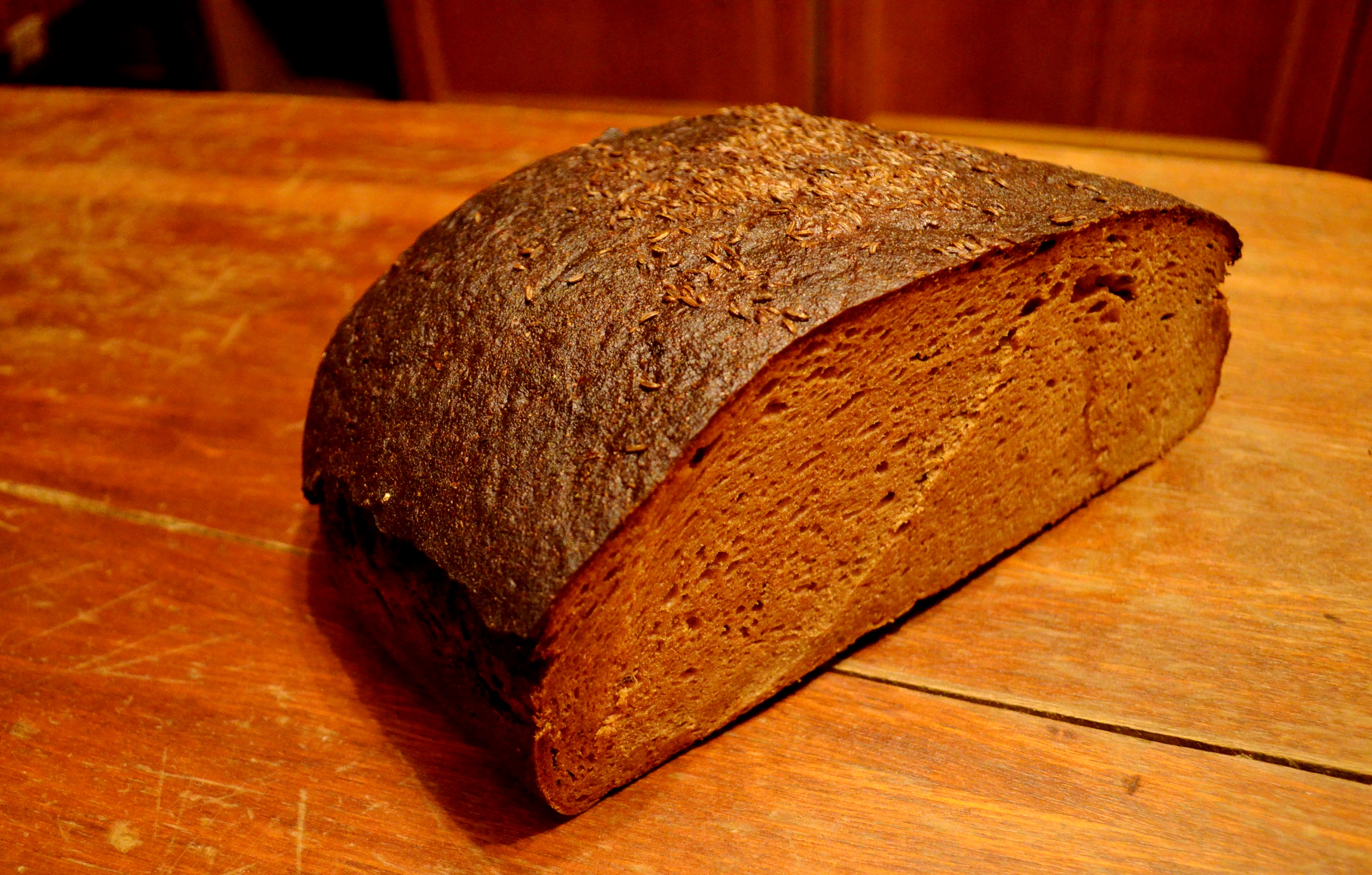
Pan negro lituano con comino

Lituania participa desde 1994 en el Festival de la Canción de Eurovisión. Aunque es el único país báltico que no ha ganado nunca, el certamen es muy popular en el país y cada año la televisión pública organiza un festival para elegir a su representante. Su mejor posición la obtuvieron con LT United en 2006 (sexto puesto). Algunos de los intérpretes lituanos más exitosos en la región han acudido al festival, como The Roop (2020 y 2021), Donny Montell (2016) y Monika Liu (2022).

### Cocina
La cocina lituana se caracteriza por los productos adecuados al clima fresco y húmedo del norte de Lituania: la cebada, las papas, el centeno, la remolacha, las verduras, las bayas y las setas se cultivan localmente, y los productos lácteos son una de sus especialidades. Los platos de pescado son muy populares en la región costera. Al compartir su clima y sus prácticas agrícolas con el norte de Europa, la cocina lituana tiene algunas similitudes con la escandinava. Sin embargo, tiene sus propios rasgos distintivos, formados por diversas influencias durante la larga y difícil historia del país.
Los productos lácteos son una parte importante de la cocina tradicional lituana. Entre ellos están el requesón blanco (varškės sūris), la cuajada (varškė), la leche agria (rūgpienis), la nata agria (grietinė), la mantequilla (sviestas) y los kastinis de nata agria. Los productos cárnicos tradicionales suelen estar sazonados, madurados y ahumados: salchichas ahumadas (dešros), manteca de cerdo (lašiniai), skilandis, jamón ahumado (kumpis). Las sopas (sriubos) - la sopa de boletus (baravykų sriuba), la sopa de col (kopūstų sriuba), la sopa de cerveza (alaus sriuba), la sopa de leche (pieniška sriuba), la sopa de remolacha fría (šaltibarščiai) y diversos tipos de gachas (košės) forman parte de la tradición y la dieta diaria. El pescado de agua dulce, el arenque, las bayas y las setas silvestres y la miel son una dieta muy popular hasta hoy.

### Medios de comunicación

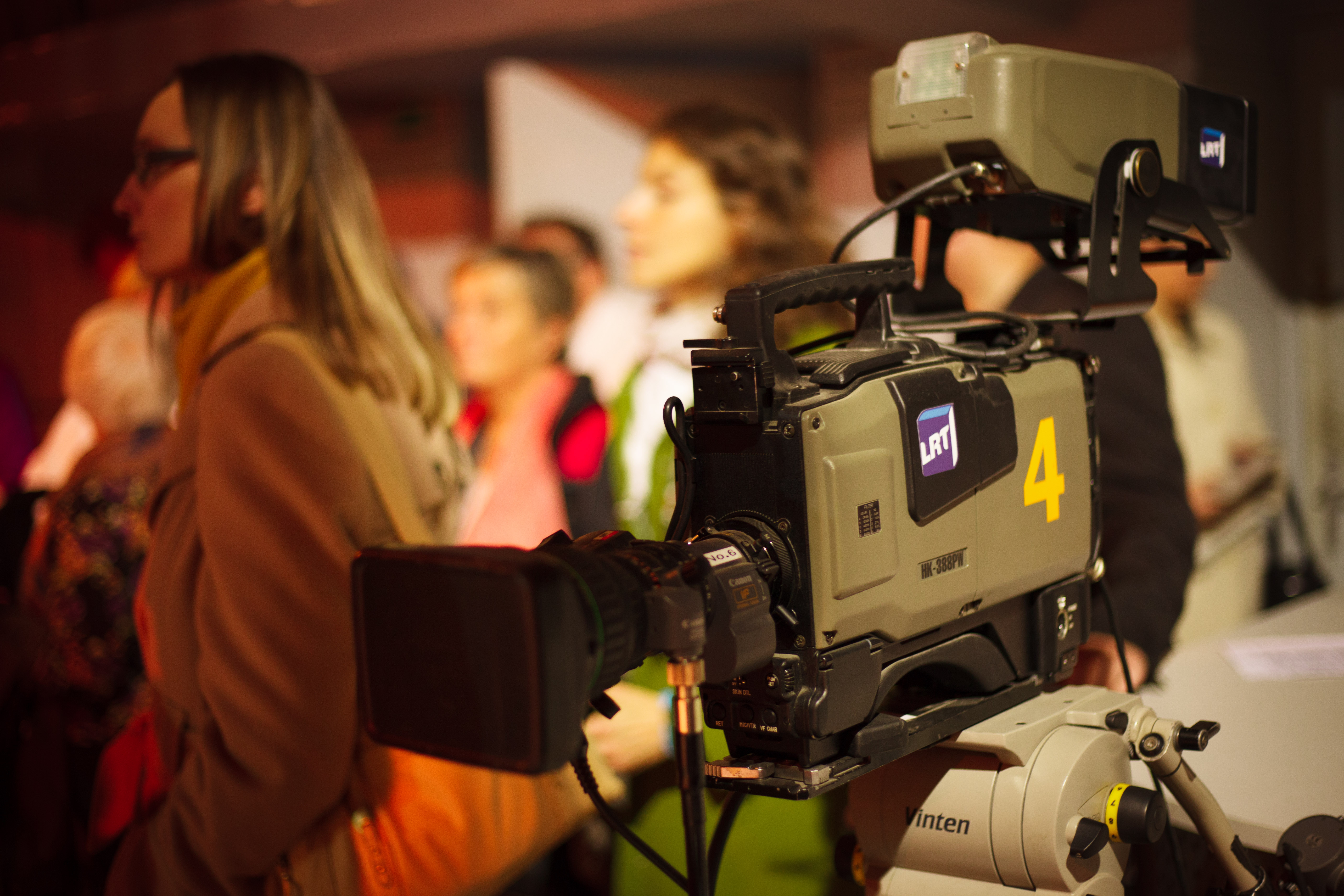
Un estudio de LRT TV, Televisión pública de Lituania

La Constitución de Lituania establece la libertad de expresión y de prensa, y el gobierno generalmente respeta estos derechos en la práctica. Una prensa independiente, un poder judicial eficaz y un sistema político democrático que funciona se combinan para promover estas libertades. Sin embargo, la definición constitucional de la libertad de expresión no protege ciertos actos, como la incitación al odio nacional, racial, religioso o social, la violencia y la discriminación, o la calumnia y la desinformación. Es un delito negar o "trivializar groseramente" los crímenes soviéticos o de la Alemania nazi contra Lituania o sus ciudadanos, o negar el genocidio, los crímenes contra la humanidad o los crímenes de guerra.
Los periódicos nacionales más vendidos en Lituania son Lietuvos rytas (alrededor del 18,8% de los lectores diarios), Vakaro žinios (12,5%), Kauno diena (3,7%), Šiaulių kraštas (3,2%) y Vakarų ekspresas (2,7%). Los semanarios más vendidos son Savaitė (alrededor del 34 % de todos los lectores semanales), Žmonės (17 %), Prie kavos (11,9 %), Ji (8,7 %) y Ekspress nedelia (5,4 %).
En julio de 2018, los canales de televisión nacionales más populares en Lituania eran TV3 (alrededor del 35,9 % del auditorio), LNK (32,8 %), LRT TV (30,6 %), BTV (19,9 %), Lietuvos rytas TV (19,1 %).
Las emisoras de radio más populares en Lituania son M1 (alrededor del 15,8% de los oyentes), Lietus (12,2%), LRT Radijas (10,5%) y Radiocentras (10,5%).

## Deportes
El baloncesto es el deporte más popular en Lituania. De hecho, la selección nacional ha logrado el Campeonato Europeo de Baloncesto en tres ocasiones (1937, 1939 y 2003), tres subcampeonatos (1995, 2013 y 2015), un bronce (2007); tres medallas olímpicas de bronce (Barcelona 1992, Atlanta 1996 y Sídney 2000) y un séptimo lugar en 1998 y 2006 y una medalla de bronce en 2010 en el Mundial de Baloncesto. Según la clasificación de la FIBA, la selección lituana ocupa el tercer lugar en el mundo.

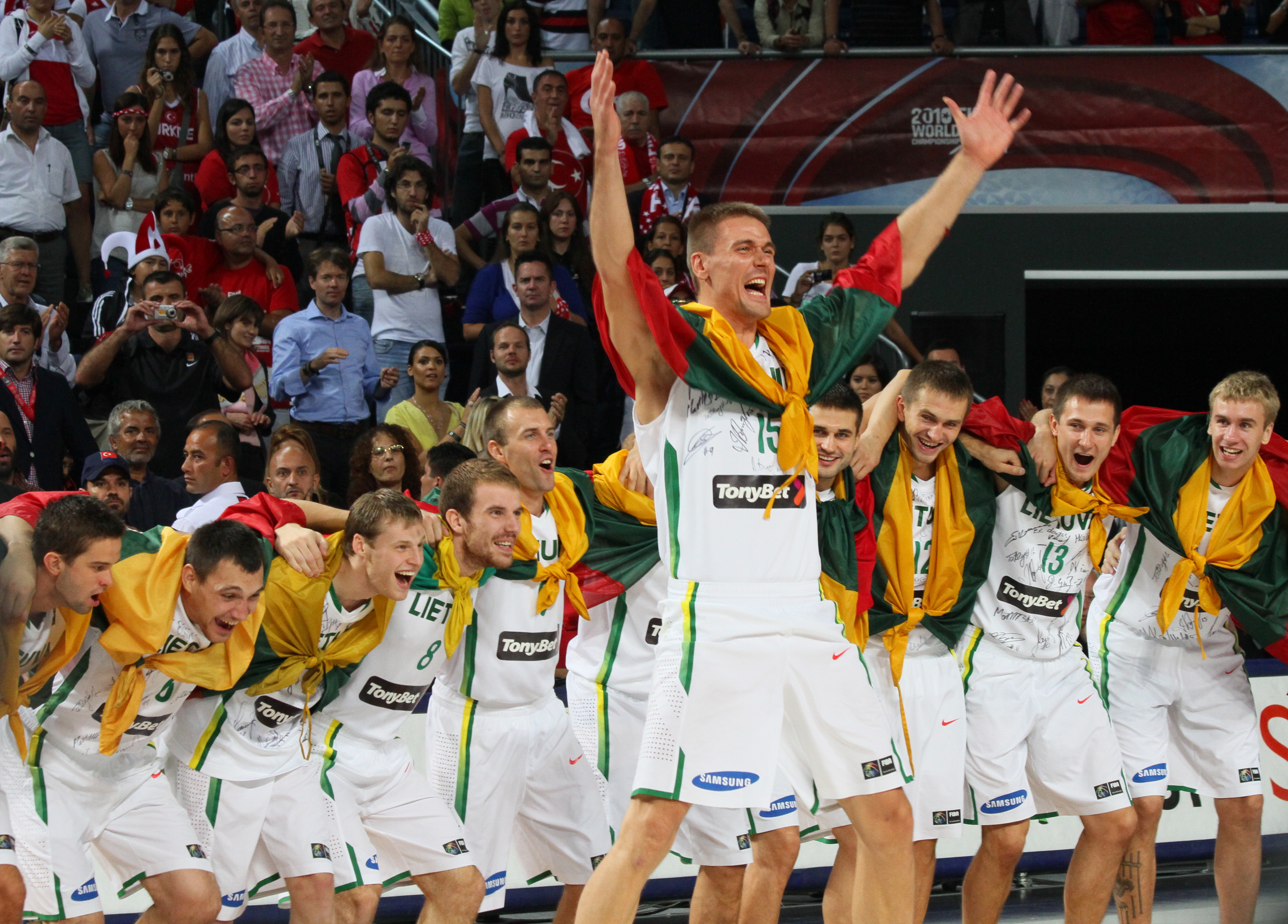
Selección de baloncesto de Lituania, la 3.ª mejor del mundo según la FIBA.

El club de baloncesto más importante es BC Žalgiris de Kaunas, ganador de Euroliga (1999), una Eurocopa (1998) y 12 ligas lituanas (LKL). También fue un símbolo de resistencia contra Unión Soviética en los años 80, ganando 5 ligas contra el CSKA de Moscú. Otro club importante es Lietuvos Rytas de Vilna, ganador de Copa ULEB (2005, 2007), 4 ligas lituanas. También es digno de mención el BC Šiauliai, 6 veces ganador de bronce de LKL y 2 veces bronce de BBL (Baltic Basketball League) en 2005 y 2007.
Además, en la misma rama, Šarūnas Marčiulionis, Šarūnas Jasikevičius, Artūras Karnišovas, Arvydas Sabonis, Valdemaras Chomičius, Rimas Kurtinaitis, Arvydas Macijauskas, Ramūnas Šiškauskas son considerados algunos de los deportistas más importantes del Europa, y la mayoría han pasado por la NBA y España.
El fútbol es la disciplina que pasa a un segundo plano. Es practicado por ruso-lituanos, polaco-lituanos y extranjeros residentes en el país. Al igual que la mayoría de los deportes en Lituania, excepto el baloncesto, el fútbol no recibe ninguna ayuda por parte de la administración lituana para su fomento. Se empezó la construcción en Vilna de un nuevo estadio olímpico nacional para la selección pero se detuvieron las obras por falta de apoyos y corrupción. El club más laureado es el FBK Kaunas, que ha ganado ocho ligas.
Su selección de fútbol ha logrado escalar hasta el puesto 42 de la clasificación FIFA en 1997.